# Sinh vật huyền bí trong Harry Potter
Sinh vật huyền bí trong bộ truyện Harry Potter gồm rất nhiều sinh vật hư cấu được nhà văn J. K. Rowling sáng tạo ra với chủng loại, kích thước khác nhau trong đó có nhiều sinh vật đã được ghi chép trong cuốn Sinh vật huyền bí và nơi tìm ra chúng của tác giả Newt Scamander - một trong những cuốn sách giáo khoa quan trọng của học sinh Hogwarts.

## Augurey
Augurey (Phân Loại của Bộ Pháp Thuật: XX) là một loài chim thường xuất hiện ở Anh và Ireland, đôi khi cũng được tìm thấy ở vùng Bắc Âu. Là loài chim gầy gò với vẻ mặt buồn như đưa đám, vài nét giống như một con kền kền thiếu ăn, Augurey có một bộ lông màu đen ánh xanh lá và chiếc mỏ sắc nhọn. Chúng làm tổ trong cây mâm xôi và bụi gai, hay ăn các loài côn trùng lớn, tiên và ruồi. Là một loài chim cực kỳ nhút nhát, Augurey chỉ săn mồi khi trời mưa lớn và thường sẽ ẩn trốn trong chiếc tổ hình giọt nước được xây trong các bụi gai và cây mâm xôi của mình. Thuật ngữ "Augury" thường được dùng để chỉ một phương pháp bói toán bằng cách nghiên cứu các đường bay của chim. Lông của loài Augurey không thể dùng làm bút lông vì chúng có khả năng tự tiêu hủy mực. 
Augurey có một tiếng kêu đặc biệt, trầm và nức nở như tiếng khóc, thứ đã từng được tin rằng có thể báo trước được cái chết. Nhờ sự nghiên cứu bền bỉ, cuối cùng các nhà nghiên cứu sinh vật huyền bí đã nhận ra rằng Augurey chỉ kêu khi mưa sắp đến. Kể từ đó Augurey được coi như loài chim dự báo thời tiết tại gia, mặc dù nhiều người thấy tiếng rên gần như liên tục suốt những tháng mùa đông của nó rất khó chịu. 
Trong lịch sử, một con Augurey tên Hans thậm chí còn được chọn làm linh vật cho đội Quidditch Quốc gia của Thân vương quốc Liechtenstein và có hẳn một fan club riêng. Nó đã từng bị bắt cóc bởi các cổ động viên của Mỹ sau trận bán kết Cúp Quidditch Thế giới năm 2014, nhưng rồi ngay hôm sau đã được trả lại cho huấn luyện viên trưởng của đội là Ferdinand Jägendorf.

## Âm binh
Âm binh là những xác chết do một phù thủy hắc ám sử dụng bùa phép để điều khiển chúng và chỉ nghe lệnh của người đó. Chúng lần đầu xuất hiện ở tập 6, trong hang động nơi cất Trường Sinh Linh Giá của Voldemort (mề đay của Salazar Slytherin.)

## Bạch kỳ mã
Bạch kỳ mã (tiếng Anh: Unicorn, hiện nay Bạch kỳ mã thường được biết đến với cái tên Kỳ lân) là một con vật huyền bí sống ở trong Khu rừng cấm (Forbidden Forest) của trường Hogwarts.
Bạch kỳ mã là một con vật đẹp và buồn: chân dài thon thả, móng vàng bờm màu ngọc trai, có máu màu xanh ánh bạc. Bạch kỳ mã con tuyền là vàng ròng, chuyển thành màu bạc khi được 2 năm tuổi, lên đến 4 tuổi thì bắt đầu mọc sừng. Trưởng thành hoàn toàn thì chúng mới có bộ lông trắng, lúc đó Bạch kỳ mã khoảng 7 tuổi.
Bạch kỳ mã được miêu tả rất nhanh nhẹn, thậm chí nhanh hơn cả người sói, không dễ gì có thể bắt được một con Bạch kỳ mã đang sống. Đặc biệt, giáo sư Grubbly-plank từng nói trong lớp học Chăm sóc Sinh vật Huyền bí rằng Bạch kỳ mã chỉ chịu cho phép các trinh nữ chạm vào.
Sừng và lông đuôi của Bạch kỳ mã được sử dụng để chế tạo Độc dược, lông đuôi của nó thậm chí có thể dùng làm lõi đũa phép: đũa phép của Draco Malfoy, Cedric Diggory và Neville Longbottom đều sử dụng lông đuôi Bạch kỳ mã.
Theo lời nhân mã Firenze: "Bởi vì giết một con bạch kỳ mã là một việc cực kỳ dã man. Chỉ kẻ nào không còn gì để mất, và muốn dành tất cả, mới phạm một tội ác như vậy. Máu của kỳ mã sẽ giúp kẻ đó giữ được mạng sống, dù cái chết đã cận kề trong gang tấc. Nhưng mà kẻ đó sẽ sống bằng một cái giá khủng khiếp. Hắn giết một sinh vật tinh khiết không có khả năng tự vệ, chỉ để giữ lấy mạng sống của mình, nhưng hắn cũng chỉ có thể sống dở – một kiếp sống bị nguyền rủa, kể từ lúc môi hắn chạm vào dòng máu Bạch kỳ mã." Điều này đã được xác thực bởi chính chúa tể Voldermort và giáo sư Quirrell: Voldermort không thể tự mình hành động mà phải phụ thuộc rất nhiều vào kẻ hắn ám cho tới khi Đuôi Trùn giúp hắn thực hiện nghi thức hồi sinh.

## Bowtruckle
Bowtruckle (Phân Loại của Bộ Pháp Thuật: XX) là một sinh vật hiền lành, có kích thước nhỏ bé, cao nhất chỉ đến 8 inch (khoảng 20 cm), có thể đứng trên lòng bàn tay của chúng ta. Chúng sống bên trong những tán cây rậm rạp và chuyên ăn côn trùng. Nhìn chung, loài này chẳng khác gì những người que tí hon với khuôn mặt phẳng lì được làm bằng cành và vỏ cây, có đôi mắt nâu và 4 ngón tay dài nhọn (mỗi bàn tay có 2 ngón). Với thân hình nhỏ bé và ngoại hình như vậy, chúng dễ dàng ngụy trang trong môi trường sống tự nhiên của mình, người thường rất khó có thể phát hiện.
Loài Bowtruckle thường sống tại miền Tây nước Anh, miền Nam nước Đức và những khu rừng ở Scandinavia. Bowtruckle luôn tận tụy bảo vê cái cây mà mình coi là nhà, thường là những cây lấy gỗ làm đũa phép cực tốt (ví dụ như Wiggentree - một loài cây pháp thuật, có họ với cây thanh lương trà). Loài này có bản tính rất hiền lành, nhưng một khi có kẻ làm hại đến cây của nó, nó sẽ trở nên cực kỳ hung dữ. Bốn ngón tay dài và nhọn thường dùng để bới ra những con bọ gây hại cho gỗ cây của chúng cũng chính là vũ khí - khi có kẻ muốn làm hại đến cây, chúng sẽ từ trên cành lao xuống bất chợt và dùng ngón tay để cào xé mắt của kẻ đó.
Trong thổ ngữ Scotland cổ, từ "bow" có nghĩa là "sinh sống", còn "truckle" trong thổ ngữ Anh cổ có nghĩa là "cành cây". 

## Bằng mã

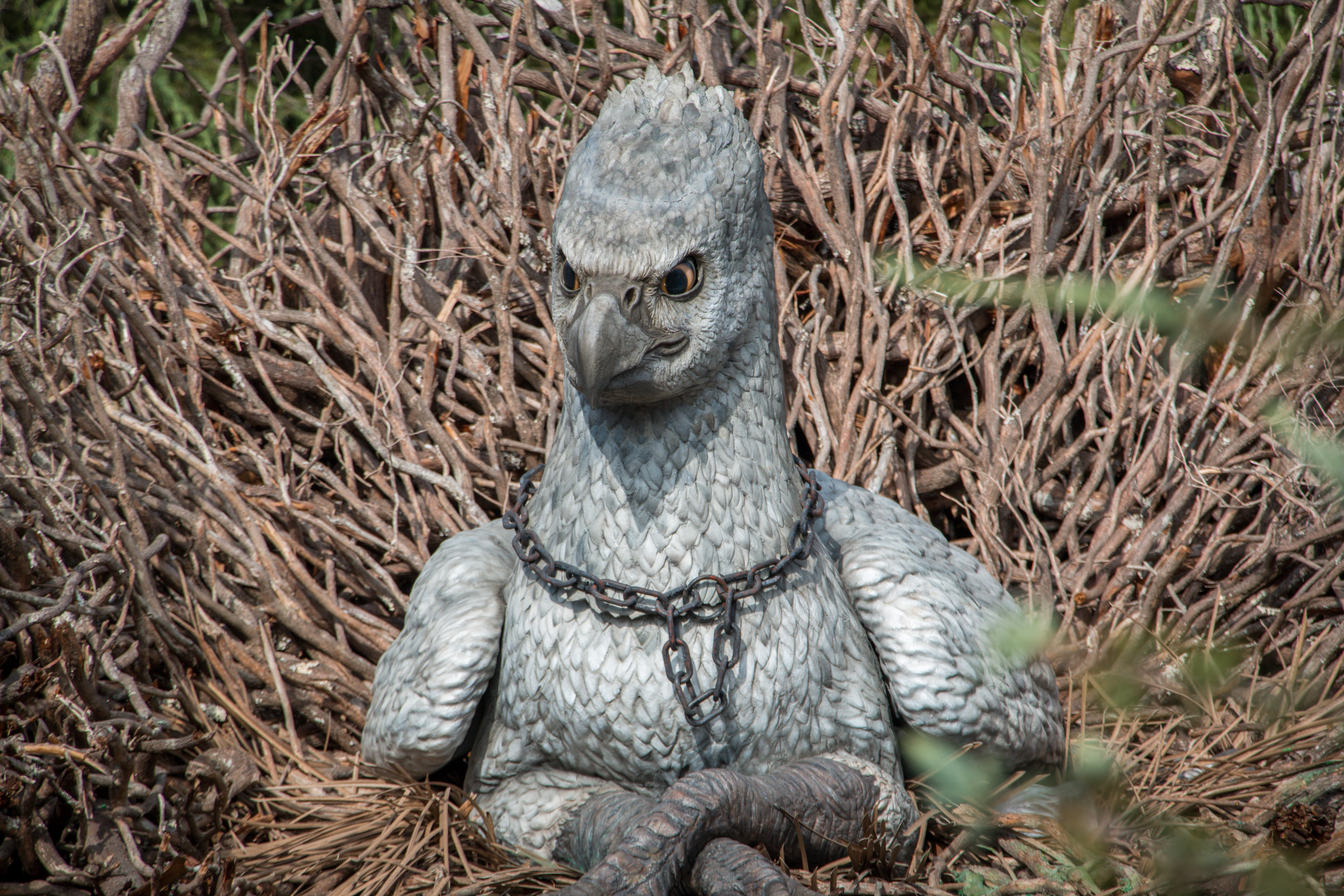

Bằng mã (tiếng Anh: hippogriff) là một chimera lai giữa đại bàng - bằng và ngựa - mã. Chúng có nửa thân trước của đại bàng và nửa thân sau của ngựa. Về cơ bản, Bằng mã và Điểu sư (griffin) có nhiều điểm tương đồng về cấu tạo sinh học, chỉ khác khau ở nửa thân sau của hai loài - một bên là ngựa, bên kia là sư tử. Bằng mã không nổi tiếng trong các câu chuyện cổ tích hay thần thoại bằng điểu sư, rất có thể bằng mã là sản phẩm được tác giả J.K.Rowling tạo ra dựa trên hình tượng điểu sư.
Bằng mã có một nửa là đại bàng nên chúng ăn thịt, thức ăn chủ yếu của chúng là các động vật nhỏ như chim chóc, chuột hay ếch nhái...
Điểu sư có một nửa là sư tử - vua của thảo nguyên và một nửa là đại bàng - vua của bầu trời nên Bằng mã được kế thừa tính cách cao ngạo với lòng tự trọng cao. Nếu gặp một con Bằng mã, không được tỏ vẻ chột dạ, lúng túng mà bắt buộc phải nhìn thẳng vào mắt nó cho dù sợ hãi, sau đó từ từ cúi chào một cách lịch sự. Nếu được Bằng mã coi là bạn, nó sẽ khuỵu chân trước xuống và chào lại, lúc này nó cho phép đối phương tiến lại gần, có thể vuốt ve và nô đùa, thậm chí những ai bạo dạn có thể trèo lên lưng Bằng mã để bay.
Rubeus Hagrid trong một tiết học về Sinh vật Huyền bí đã dẫn về một đàn Bằng mã để dạy cả lớp, tuy nhiên lên phim chỉ có duy nhất một con tên Buckbeak. Do coi thường những lời cảnh báo về tính cách của Bằng mã nên Draco Malfoy đã bị Buckbeak bổ gãy tay. Vì lý do này nên Buckbeak bị tuyên án tử hình bằng cách chặt đầu. Nhờ Harry và Hermione nên Buckbeak được giải thoát. Cụ Dumbledore đã nói với Harry nếu khôn khéo thì có thể cứu không chỉ một mạng sống, và sự thật thì Harry đã cứu tới 3 mạng: Sirius Black, Buckbeak và chính bản thân mình.
Sau khi được cứu, Sirius cưỡi Buckbeak bay khỏi trường Hogwarts và về sống ở ngôi nhà cũ của dòng họ Black tại số 12 đường Grimmauld. Khi Sirius chết, Buckbeak được trả về cho Hagrid và đổi tên thành Featherwing.

## Billywig
Billywig (Phân Loại của Bộ Pháp Thuật: XXX) là một loài côn trùng có nguồn gốc từ nước Úc. Thân chúng dài khoảng nửa inch (1.27 cm), mang màu xanh sapphire. Cánh của Billywig được gắn trên đỉnh đầu, quay rất nhanh khiến chúng xoay tròn khi bay, thế nên loài này rất hiếm khi bị các Muggle phát hiện - các phù thủy và pháp sư cũng chỉ nhận ra khi bị chúng đốt. Ở phần dưới thân của chúng là một chiếc vòi châm mỏng và dài. Bất cứ ai bị một Billywig đốt sẽ trở nên choáng váng, rồi sau đó từ từ bay lên trên không. Tuy nhiên, nếu bị đốt quá nhiều, nạn nhân có thể bay liệng không thể kiểm soát trong nhiều ngày. Đôi khi, nếu bị dị ứng nghiêm trọng với những vết đốt của Billywig, hiện tượng nổi bồng bềnh trên không vĩnh viễn có thể xảy ra. 
Vòi châm của loài Billywig sau khi sấy khô có thể được sử dụng trong một số độc dược và là một nguyên liệu chính để sản xuất loại kẹo Ong Xì Xèo (Fizzing Whizbees) nổi tiếng được rất nhiều pháp sư và phù thủy yêu thích.

## Chó ba đầu Fluffy
Chó ba đầu Fluffy là sinh vật họ chó, xuất hiện duy nhất tại tập 1. Nó có kích thước lớn, dữ tợn. Trong tập 1, nó là vật nuôi của bác Hagrid được bác hiến cho trường để bảo vệ Hòn đá Phù thủy.
Tuy dữ tợn nhưng khi nghe chỉ cần một bản nhạc là nó có thể lăn ra ngủ như chết, hoàn toàn vô hại.

## Demiguise
Demiguise (Phân loại của Bộ Pháp Thuật: XXXX) là một sinh vật ăn thực vật rất hiền lành đến từ vùng Viễn Đông. Chúng có khả năng biến mình trở nên vô hình và đoán trước được tương lai, rất khó có thể bắt được chúng, vì vậy cách duy nhất để có thể bắt được chúng là làm một điều gì đó hoàn toàn kỳ lạ, không thể đoán trước được, nhử chúng tò mò đến gần xem chuyện gì sẽ xảy ra tiếp theo. -chỉ có những phù thủy và pháp sư chuyên nghiệp được huấn luyện để tìm bắt loài này mới có thể phát hiện ra Demiguise được. Bề ngoài, trông chúng y hệt loài khỉ không đuôi, với đôi mắt đen lớn và bộ lông dài mượt.
Tấm da của loài Demiguise được đánh giá rất cao, vì lông của chúng có thể được dệt thành Áo khoác Tàng hình. Tuy nhiên, qua thời gian, những chiếc áo được dệt từ lông của loài này dần trở nên mờ đục, và mất đi khả năng gây tàng hình của mình.
Demiguise có con mắt quan sát rất nhạy bén, lại có khả năng tiên đoán tương lai,

## Erumpent
Erumpent (Phân loại của Bộ Pháp Thuật: XXXX) là một loài sinh vật đến từ châu Phi, trông chẳng khác gì con tê giác. Đây là một sinh vật mạnh mẽ, với lớp da dày có thể đánh bật hầu hết các loại bùa chú, một cái sừng độc nhất dài và cong, cùng với một cái đuôi to khỏe. Chúng không bao giờ tấn công nếu không bị khiêu khích, nhưng một khi đụng độ với chúng thường chỉ có chết. Sừng của chúng có thể đâm thủng qua da và mọi thứ kim loại, còn có chứa một dung dịch chết chóc làm nổ tung bất cứ thứ gì nó đâm vào.
Loài Erumpent không còn nhiều, vì con đực thường tự nổ tung trong mùa giao phối. Mỗi lứa, loài này cũng chỉ sinh có một con. Ngoài ra, sừng, đuôi và dung dịch nổ của chúng cũng được sử dụng nhiều trong pha chế độc dược - vì vậy, những nguyên liệu này này là những Hàng hóa Không thể Giao dịch loại B, là những món hàng bị kiểm soát gắt gao trong mua bán.

## Fwooper
Fwooper (Phân loại của Bộ Pháp Thuật: XXX) là một loài chim đến từ châu Phi, có bộ lông với màu sắc sặc sỡ: màu hồng, vàng, da cam hoặc xanh vỏ chanh.
Tiếng hát của loài Fwooper rất kỳ lạ: chúng có thể khiến cho những người nghe phải trở nên điên loạn - vì vậy khi bán Fwooper làm thú nuôi, chúng luôn phải được ếm Bùa Im lặng Silencio lên. Bùa chú này phải được củng cố lại hàng tháng, và nếu muốn sở hữu một con Fwooper, ta bắt buộc phải có giấy phép của Sở Quy chế và Kiểm soát Sinh vật Huyền bí.
Lông Fwooper được sử dụng làm bút lông. Trứng Fwooper có họa tiết và màu sắc rất đẹp, vậy nên có thể sử dụng làm đồ trang trí trong nhà.

## Giám ngục Azkaban

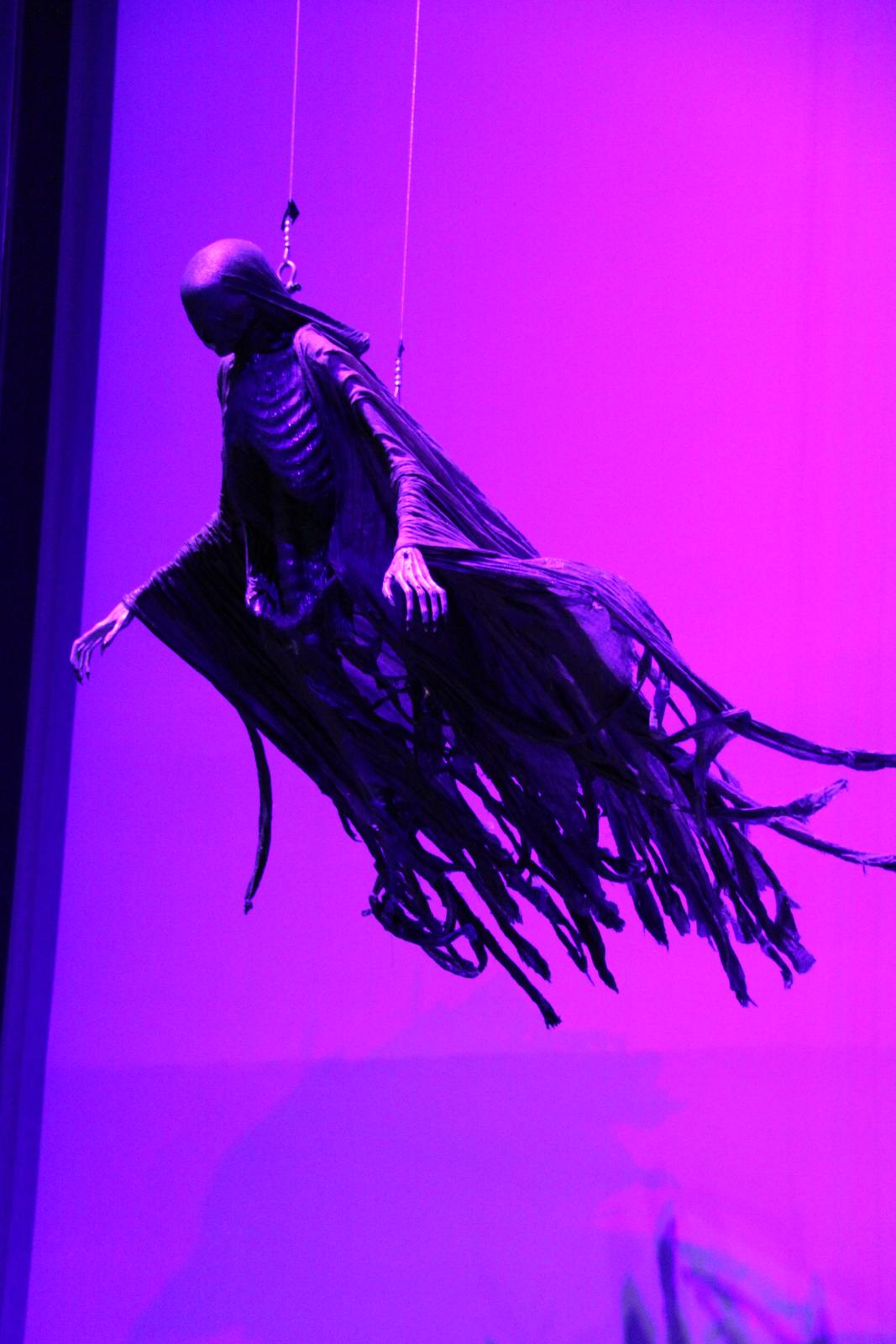

Giám ngục Azkaban (Dementor of Azkaban) là những sinh vật nguy hiểm, không có mắt, không có tình cảm, cảm xúc. Chúng ưa mùi chết chóc, luôn luôn hút hết tất cả những niềm vui của người khác, biến họ thành những sinh vật giống như chúng. Mỗi khi giám ngục đi qua, nơi đó trở nên lạnh lẽo và đóng băng. Chúng canh giữ nhà ngục phù thủy Azkaban ngoài biển Bắc. Chính chúng đã làm cho nhà ngục Azkaban trở thành địa ngục.
Các cai tù ngục Azkaban được đề cập lần đầu trong phần 3. Chúng được Bộ Pháp thuật điều đến trường Hogwarts để truy lùng Sirius Black, ngay trong chuyến tàu Tốc hành để tới trường. Và đó chính là nguyên nhân khiến Harry khốn đốn, vì cứ gặp chúng là cậu nhớ lại những ký ức khủng khiếp, không nên có của mình trước đây, điển hình là cái chết của cha mẹ mình.
Ở tập 5, theo lệnh của Umbridge, chúng đã tấn công Harry Potter cùng anh họ Dudley tại gần nhà. Harry phải ra tòa khi chống lại chúng bằng phép gọi Thần hộ mệnh.
Vũ khí khủng khiếp nhất của các giám ngục Azkaban là "nụ hôn" của chúng, chúng sẽ hút sạch linh hồn của nạn nhân và biến kẻ đó thành kẻ không có cảm xúc hay ký ức nữa. Vũ khí hữu hiệu nhất để xua đuổi giám ngục Azkaban là thần chú Expecto Patronum ("Triệu Hồi Thần Hộ Mệnh"), mỗi phù thủy có một thần hộ mệnh là các con vật đặc trưng, tùy theo cá tính, ước nguyện của mỗi người.
Giám ngục Azkaban được coi là "Đồng minh tự nhiên" của các lực lượng Hắc Ám mà đứng đầu là Voldemort.

## Flobberworm
Flobberworm (Phân Loại của Bộ Pháp Thuật: X) là một loài sâu mập, dài khoảng 10 inch, không răng, có phần thân màu nâu nhạt, và rất thích ăn các loài thực vật, đặc biệt là rau diếp hoặc cải bắp. Không thể phân biệt đầu và đuôi của Flobberworm - cả hai đầu đều có thể nhai thức ăn và có thể tiết ra một thứ dịch bầy nhầy màu xanh lá. Chúng có thể ăn suốt ngày mà không kiểm soát nổi lượng thức ăn mình cần, vì thế có những trường hợp những con Flobberworm bị bội thực. Chúng di chuyển rất ít và thích sống trong những kênh mương ẩm ướt. Thứ dịch nhầy tiết ra từ những con Flobberworm thường được sử dụng để làm đặc các độc dược. Thứ dịch này là một nguyên liệu quan trọng trong độc dược Đánh Thức (Wiggenweld Potion), độc dược duy nhất có thể giải được độc dược Cái Chết Sống (Draught of Living Death). 
Flobberworm là một sinh vật có thể dùng làm thực phẩm và món Flobberworm chiên giòn đôi khi còn được phục vụ trong bữa ăn trưa tại trường Hogwarts. Và sinh vật này cũng là một trong số ít sinh vật sống có thể được Triệu Hồi bởi Bùa Triệu Hồi Accio.

## Graphorn
Graphorn (Phân Loại của Bộ Pháp Thuật: XXXX) là một loài sinh vật huyền bí cực hung dữ và hiếu chiến, tập trung tại vùng núi châu Âu. Chúng có thân hình to lớn với một cái bướu trên lưng, bốn chân với bốn ngón ngắn, và da màu tím ngả xám thậm chí còn rắn hơn da rồng, có thể chống lại được hầu hết bùa chú. Loài này đặc biệt bởi đôi sừng dài và nhọn ánh vàng của mình - một nguyên liệu độc dược cực kỳ quý giá, được sử dụng trong Thuốc Giải Những Độc dược Bất thường. 
Loài Graphorn thích sống hoang dã tự do. Trên thế giới chỉ còn duy nhất hai con Graphorn (một con là mẹ và một là con) thuộc quyền sở hữu của ông Newt Scamander. 
Trong Chữ rune, đôi sừng nhọn của loài Graphorn là biểu tượng cho số 2.

## Gia tinh
Gia tinh là nhóm sinh vật làm việc cho gia đình phù thủy giàu có. Nó chỉ được giải thoát khi người chủ nó ban cho nó một trang phục (áo, quần, vớ...)
Các gia tinh thường bị đối xử không công bằng trong nhà chủ, ăn mặc rách nát, chủ yếu là quấn quanh mình bằng khăn trải bàn, rèm cửa sổ, hoặc ga trải giường dính đầy cà phê hoặc bị ố. Tuy nhiên hầu hết gia tinh thường hay tôn thờ nhà chủ (trừ Dobby). Chúng có thể phản đối mọi ý tưởng đào thoát gia đình đó.
Ngoại hình của mỗi gia tinh thường là xấu xí, mỗi con một vẻ riêng, nhưng đều thấp bé, tay chân khẳng khiu, có tai như tai dơi và mắt to.
Trong năm thứ 4, Hermione đã ra sức thành lập hội Vận động Bảo vệ Quyền lợi Gia Tinh (S.P.E.W) nhằm giải thoát cho các gia tinh trong trường, trước những đối xử của nhà chủ. Năm thứ 5, Hermione đã tự đan mũ, vớ cho chúng rồi để rải rác quanh trường. Nhưng Dobby đã nhanh tay lấy hết chỗ đó.

### Dobby

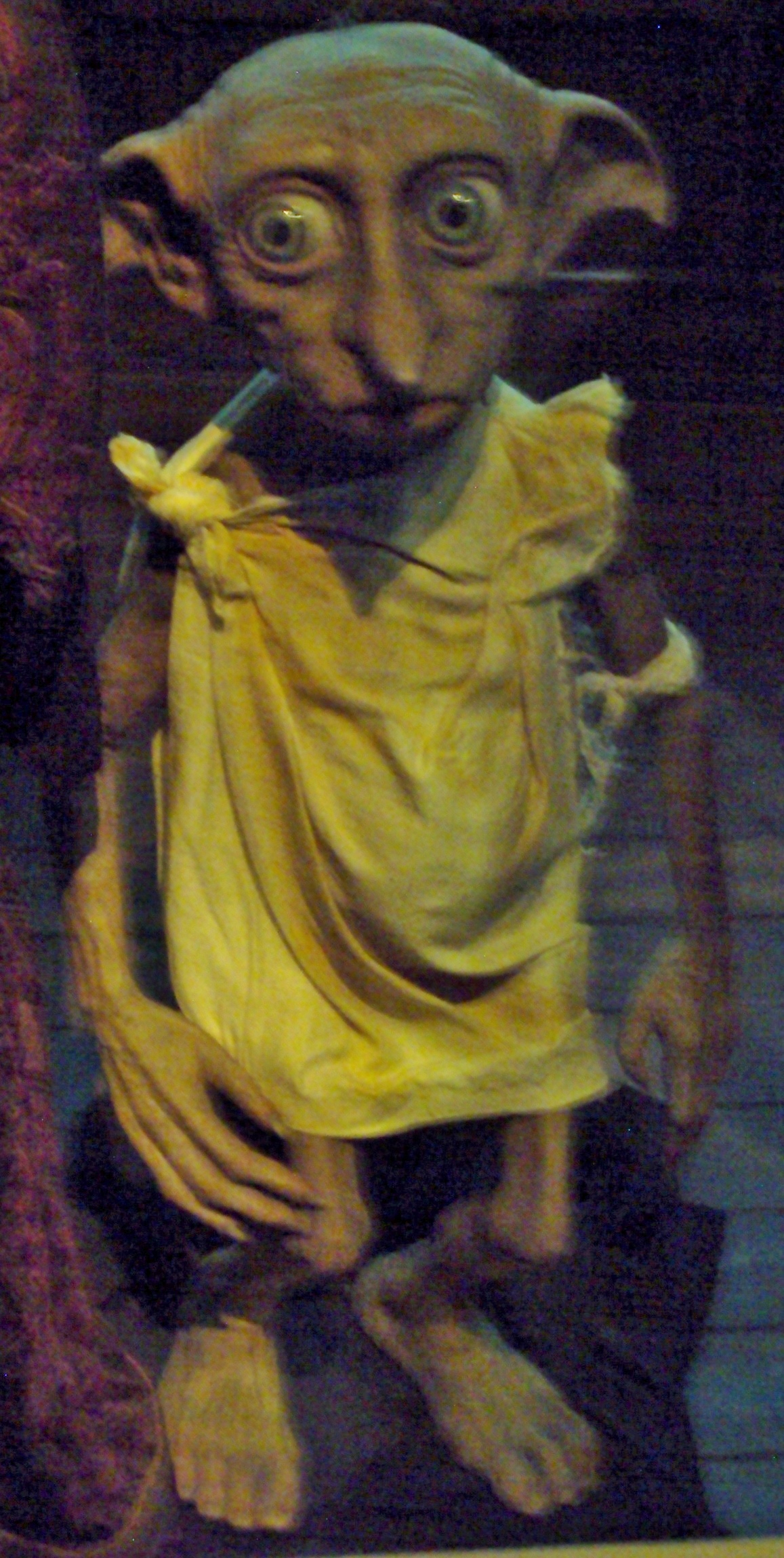

Dobby là một nhân vật hư cấu trong bộ truyện Harry Potter của nữ nhà văn Anh Quốc J. K. Rowling. Dobby thuộc chủng loài gia tinh, xuất hiện lần đầu tiên trong Harry Potter và Phòng chứa Bí mật. Thích mang tất mỗi chân một kiểu, tai dơi, mắt như hai trái bóng bằng bông. Thích làm những việc mình muốn, không thích sự cai trị và sự đối xử tàn nhẫn từ bất kì người nào. Người tha thiết muốn gia tinh được có quyền tự do. Đã từng làm việc cho gia đình Malfoy trái ngược với những gia tinh khác, chẳng những Dobby không thích gia đình này mà còn rất ghét họ bởi họ đã đối xử cực kì tàn bạo với Dobby.
Vai trò
Trong năm thứ hai, vào kì nghỉ hè đầu tiên của Harry, Dobby đã thình lình xuất hiện trong phòng ngủ và cố ngăn cản Harry trở lại trường vì sợ tính mạng cậu ta bị đe doạ. Nhưng Harry không đồng ý nên đã làm phép với chiếc bánh kem khiến Harry có nguy cơ bị đuổi học. Sau đó, Dobby đã làm phép cổng nhà ga 9¾, do đó Harry và Ron Phải đến trường bằng xe bay và gặp không ít rắc rối. Màn cản trở cuối cùng của Dobby dành cho Harry là những trái Bludger giận dữ đã khiến Harry bị gãy tay phải xuống trạm xá của trường (Tất nhiên việc đó có một phần lỗi từ thầy Gilderoy Lockhart). Cuối phần hai, Dobby đã được Harry Potter giải thoát khỏi người chủ tàn nhẫn Lucius Malfoy bằng chiếc vớ cũ của Harry kẹp trong cuốn nhật ký của Tom Riddle mà ông ta đưa cho Dobby trong lúc giận dữ.
Trong năm thứ tư, Dobby gặp lại Harry khi đang ở nhà bếp trường Hogwarts, làm việc ở đây do được sự chấp thuận của cụ Albus Dumbledore. Chính sự thích tự do và trả lương của Dobby đã khiến những gia tinh khác bực bội và xa lánh. Dobby đã được Harry tặng cho vớ mua ở tiệm Giẻ Vui, Dobby đã đền đáp Harry bằng cách nói cho Harry biết rằng thứ quý giá mà lời tiên tri đề cập đến chính là Ron và giúp Harry an toàn vượt qua chặn thi thứ hai của cuộc thi Tam pháp thuật nhờ loài Cỏ Mang Cá. Tuy nhiên ở trong phim, người mang đến cho Harry loài cỏ này là Neville Longbottom. Trong tập cuối của bộ truyện, gia tinh Dobby được cụ Aberforth Dumbledore phái đến giải cứu Harry và các bạn tại hầm rượu nhà thái ấp Malfoy, nhưng trong khi cùng Harry bỏ trốn trước khi Voldemort đến, Dobby đã bị Bellatrix Lestrange giết bằng một con dao bạc đâm vào ngực khi cứu Harry, Harry hết sức đau khổ, đã tự đào mộ và khắc tấm bia mộ cho Dobby: "Dobby - Gia tinh tự do".

### Kreacher
Kreacher là gia tinh cho nhà Black.

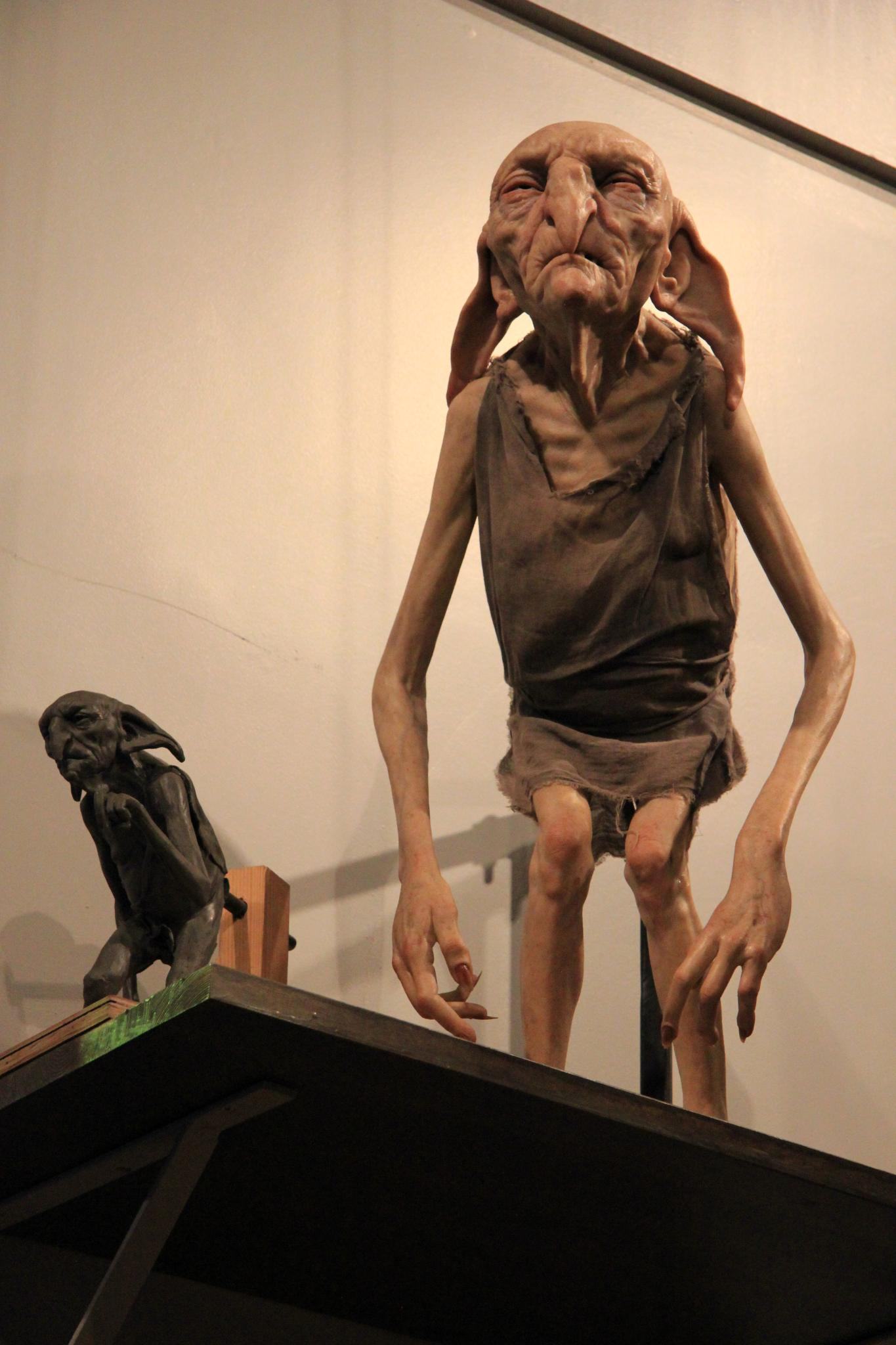

Ở tập 5, ông thường bị Sirius Black ghét bỏ, nên ông đã nghe theo lời của một thành viên khác trong nhà: Bellatrix Lestrange. Ông làm bị thương con Buckbeak trên nhà, buộc Sirius ở trên gác để chăm sóc Buckbeak, đánh lạc hướng Harry rằng Sirius không có tại Số 12, quảng trường Grimmauld. Harry Potter, kết hợp với những giấc mơ chú Sirius đã bị Voldemort bắt và ám hại đã bị lừa đến Bộ Pháp thuật theo đúng kế hoạch của Voldemort.
Kreacher ghét Muggle hoặc Máu bùn y như phần lớn những người trong dòng họ Black của mình. Ông rất quý cậu chủ Regulus Black.
Tập 6, do Harry được Sirius Black nhượng quyền sở hữu ngôi nhà, nên nó đương nhiên là gia tinh của Harry và buộc phải nghe tất cả những điều Harry ra lệnh, dù nó có không muốn đến mấy.
Trong tập 7, Kreacher đã giúp cho Harry Potter tìm lại Mundungus, đồng thời khám phá một số tung tích của Bảo bối Tử thần gây nên cái chết cụ Dumbledore. Kreacher trở nên trung thành và thân thiện với Harry từ khi Harry tặng nó cái mề đay của Regulus Black

### Winky
Winky là Gia tinh cho nhà Barty Crouch Jr.. Winky có điệu khóc thút thít và là một con gia tinh không thích sự tự do. Trong tập 4, sau khi biết sự thật về Crouch Con, nó đã về làm cho Hogwarts, do dòng họ này chẳng còn ai nữa. Winky luôn tự đày đọa mình ăn mặc khổ sở.
Trong thời gian đầu ở Hogwarts, Winky luôn buồn bã về gia đình nhà chủ. Nó phải nhờ đến rất nhiều sự giúp đỡ của Dobby. Dobby đã giúp nó có một nơi ở bí mật là căn phòng Cần Thiết có ngay tại trường Hogwarts. Và điều thú vị là: Nó là Gia Tinh cái!

### Hokey
Hokey là một mụ gia tinh già, làm việc cho Hepzibah Smith. Nó được nhắc tới trong một ký ức của chính mụ mà cụ Dumbledore cho Harry xem trong tập truyện Harry Potter và hoàng tử lai. Mụ được miêu tả như là một con gia tinh "già và nhỏ thó nhất mà Harry từng thấy". Đầu mụ cao không tới chỗ ghế của Hepzibah Smith và lớp da nhăn nheo trên thân hình của mụ khiến mụ trông như "tấm vải trải giường nhàu nát mà mụ khoác kiểu xếp nếp như tấm áo choàng thời La Mã cổ".

## Knarl
Knarl (Phân loại của Bộ Pháp Thuật: XXX), sống ở vùng Bắc Âu và Hoa Kỳ, là một loài sinh vật rất giống loài nhím bình thường trong thế giới Muggle.
Đám lông mọc tua tủa của loài Knarl có nhiều lợi ích trong pháp thuật. Loài Knarl thích ăn hoa cúc dại. Những nhà điều chế độc dược thường xuyên phải gỡ những con Knarl những bụi hoa cúc dại ra để lấy hoa mà chế thuốc.

## Lưới Sa tăng
Lưới Sa tăng là tên sinh vật được cô Sprout sử dụng để cùng bảo vệ Hòn đá Phù thủy. Khi chạm vào nó, nó lập tức cuốn lấy người ta, xiết cơ thể cho đến chết. Cách duy nhất để giải vây là sử dụng ánh sáng mặt trời. Trong phim, còn có một cách là phải từ từ thư giãn cũng có thể thoát.

## Leprechaun
Loài Leprechaun là một sinh vật xuất xứ từ Ireland rất nghịch ngợm, dù nó không hề có ác ý. Nó nổi tiếng với những trò phá phách và chơi đểu, tuy nhiên đều không cố ý gây hại tới con người hay mùa màng. Chúng hoàn toàn có khả năng nghe hiểu và nói tiếng loài người. Chúng thường mặc đồ xanh, làm bằng lá cây tươi (khác với miêu tả của thần thoại Ireland một chút chúng không thích mặc đồ đỏ đâu), các Leprechaun cao khoảng mười hai cm, là loài ăn chay, chủ yếu là ăn lá cây. Tuy rằng chúng trông in hệt con người, nhưng chúng có vẻ không thuộc loài người hay bất kỳ giống loài nào gần gần giống loài người như goblin chẳng hạn.
Loài Leprechaun có sở thích tạo ra những thứ vật chất ảo lấp lánh, tựa như vàng, để lừa người ta, chúng thường cố tình tạo vàng giả hình dạng như đồng Galleon vậy, nhưng những đồng vàng này sẽ biến mất sau một thời gian
Chúng sống trong rừng, và rất thích dụ dỗ dân Muggle lạc vào rừng, điều này đã làm cho chúng đi vào các câu chuyện cổ tích của lũ trẻ như là những sinh vật dụ dỗ trẻ em đi lạc.

## Ma
Ma là hồn của những người đã chết, ma trong Harry Potter có màu trắng bạc. trong suốt khi con người chạm vào những con ma sẽ có cảm giác như nhúng tay vào nước đá. Chỉ những pháp sư khi chết mới có thể trở thành ma, nếu như họ không muốn đi tiếp con đường của mình.
Nam tước đẫm máu (The Bloody Baron) là một phù thủy học tại trường Hogwarts cuối thế kỷ X - đầu thế kỷ XI, được xếp vào nhà Slytherin. Ông đã thầm thương Helena Ravenclaw, nhưng nàng không yêu ông. Nghe theo lời Rowena Ravenclaw, ông đến Albania để tìm Helena, nhưng nàng từ chối lời đề nghị quay trở về cùng ông. Trong cơn giận dữ, ông đã giết chết nàng. Đến khi ông nhận ra những gì mình làm, do quá hối hận ông đã tự sát. Kể từ đó, ông trở thành một trong những con ma ám trường Hogwarts. Cũng từ lúc ấy, người ông được phủ bởi lớp máu của Helena, tự đặt cho mình cái tên "Nam tước đẫm máu"
Myrtle Elizabeth Warren - Myrtle Khóc nhè
Ma Myrtle Khóc nhè (tiếng Anh: Moaning Myrtle) là một nhân vật hư cấu trong bộ truyện Harry Potter của nhà văn J. K. Rowling. Sau khi qua đời, cô cư ngụ trong nhà vệ sinh nữ ở tầng hai của trường Hogwarts. Myrtle đặt biệt danh là "con ma khóc nhè" vì cô luôn luôn khóc lóc, kêu ca, than vãn và phàn nàn về cái chết của mình. Trong loạt phim phỏng theo bộ truyện này, diễn viên Shirley Henderson (đã 42 tuổi) thủ vai Ma Myrtle Khóc nhè.
Myrtle (mất ngày 13 tháng 6 năm 1943) là một nữ phù thủy gốc Muggle, thuộc nhà Ravenclaw. Cô được miêu tả có mái tóc đen rũ rượi, mang một cặp kính cận đính ngọc trai che đậy đôi mắt buồn. Không may cô chính là nạn nhân của con tử xà 50 năm trước. Kẻ sát hại cô không ai khác chính là Tom Riddle (tên thời đi học của vị chúa tể hắc ám Voldemort). Trong thời gian học tại Hogwarts, Myrtle thường xuyên bị trêu chọc, bắt nạt nên cô thường rất chán nản, buồn bã nên hay đến nhà vệ sinh nữ ở tầng hai để khóc thầm. Trong một lần bị trêu chọc vì cặp kính cận, cô đã làm như thường lệ, chạy vào nhà vệ sinh nữ để khóc, cởi kính ra, nhìn vào gương để xem bỏ kính ra trông mình có xinh hơn không. Bỗng nhiên cô nghe thấy tiếng nói bằng một ngôn ngữ lạ (có thể là Tom Riddle nói bằng Xà ngữ để điều khiển con Tử Xà). Nghĩ rằng đó là một đứa con trai, Myrtle mở cửa ra để bảo cậu ta ra ngoài. Chẳng ngờ, khi mở cửa ra, Myrtle đã bị ánh mắt của Tử Xà giết chết. Tom Marvolo Riddle dùng cái chết của cô để tạo nên Trường sinh linh giá đầu tiên là quyển nhật ký. Không giống những con ma khác trong trường Hogwarts, cô rất khó gần, thường xuyên trong tâm trạng buồn bã, tuyệt vọng và thường dùng phần lớn thời gian để "suy nghĩ về cái chết". Đa số những sự cố về hệ thống ống nước trong nhà vệ sinh đều do cô gây ra để trút bỏ nỗi bực tức. Vì vậy khu nhà vệ sinh nữ, chỗ Myrtle Khóc nhè ở có rất ít người qua lại. Khi cô Minerva McGonagall kể cho Ron, Harry và Hermione nghe về "Căn phòng bí mật", họ đã nghi ngờ đến Draco Malfoy và dùng nơi ít người qua lại này làm chỗ bào chế thuốc Đa dịch.
Vai trò:
Nhóm Harry Potter gặp Myrtle lần đầu khi dự buổi tiệc tử nhật của ma Nick-suýt-mất-đầu. Trước đó Hermione Granger đã nghe danh Myrtle về tính khó chịu buồn bã nên khi bàn với Harry bị yêu tinh Peeves mách Myrtle làm Myrtle giận đuổi cả đám. Sau đó nhóm Harry lấy căn buồng cầu tiêu hư của Myrtle làm nơi bàn bạc về chế thuốc Đa dịch. Cuối cùng, Harry nhận ra được Myrtle chính là cô nữ sinh bị giết hại 50 năm về trước, nhờ những lời kể của Myrtle, Harry tìm được lối vào Phòng chứa bí mật. Trong bài thi Tam pháp thuật thứ hai, Harry Potter gặp vấn đề với cái trứng rồng lấy được từ bài thi đầu tiên. Cedric Diggory đã chỉ cho Harry vào phòng tắm của Huynh trưởng để tìm bí mật nhưng Harry không biết cách tìm được bí mật. Nhờ Myrtle đã ngắm trộm Cedric bữa trước nên cô đã chỉ Harry ngâm quả trứng dưới nước nhờ vậy Harry biết được nội dung bài thi thứ hai. Khi thực hiện bài thi thứ Hai, Harry bị vấn đề về tìm phương hướng khi dưới nước. Thật may mắn khi Myrtle xuất hiện chỉ đường giúp Harry và Harry đã có cảm tình tốt với Myrtle.
Bà Xám
Bà Xám hay ma Quý bà U Ám (tiếng Anh: The Grey Lady), khi còn sống có tên Helena Ravenclaw, là con ma của nhà Ravenclaw. Trong phim, vai ma Quý bà U ám do diễn viên Nina Young đóng. Quý bà U ám khi còn sống có tên là Helena Ravenclaw, con gái của Rowena Ravenclaw - một trong những nhà sáng lập trường Hogwarts. Cô được miêu tả với dáng người cao, tóc dài, trang phục sang trọng và quý phái. Là một người phụ nữ trẻ có trí tuệ, đầy tài năng và lãng mạn nhưng cô vẫn luôn ghen tị với trí tuệ của mẹ mình và chưa bao giờ tìm được tình yêu thật sự vì chưa bao giờ tìm được một người đàn ông với chuẩn mực cao hơn cô. Cô bị Nam tước Đẫm máu (lúc còn sống) giết chết.
Vai trò:
Trong phần một, sự xuất hiện của cô rất vắn tắt. Con ma đi ngược chiều khi mà Harry Potter và Ron Weasley nhìn thấy trên đường đến Tấm gương ảo ảnh, khi bộ ba đang ở hành lang thì thấy Ma Nick Suýt Mất đầu đang nói chuyện với một con ma khác, cũng như khi bộ ba đến gặp giáo sư Minerva McGonagall thì thấy một con ma ngồi trên bàn, đó có thể chính là cô. Cũng như thế, trong phần sáu, cô chỉ xuất hiện thoáng ngang qua giữa Harry và Rubeus Hagrid khi họ đang nói về cuộc trò chuyện giữa hai giáo sư Albus Dumbledore và Severus Snape. Sang phần bảy, phần cuối cùng, cô đã tiết lộ tiểu sử của mình cho Harry biết. Đồng thời, cô cũng cung cấp thông tin rằng chính cô là người lấy trộm chiếc vương miện trí tuệ từ mẹ với mơ ước được thông minh hơn, sau đó giấu nó trong một bụi cây liễu ở Albania. Nguyện vọng cuối cùng của Rowena Ravenclaw trước khi mất là được nhìn thấy con gái lần cuối, bỏ qua cho sự phản bội của cô, vì thế Nam tước Đẫm máu đã đi tìm cô, hứa sẽ không về cho đến khi đưa cô về. Tuy nhiên, cô đã từ chối đi theo anh ta và trong một phút nóng giận, Nam tước Đẫm máu đã giết cô bằng một nhát đâm giữa ngực. Nhưng sau đó hối hận về hành động của mình, anh ta cũng tự sát theo. Chiếc vương miện vẫn còn ở nơi cất giấu cũ cho đến khi Tom Marvolo Riddle đã bỏ bùa cô để khai thác câu chuyện với mục đích tìm kiếm chiếc vương miện đó. Lúc bấy giờ cô đã là ma Quý bà U ám.

## Mooncalf
Mooncalf (Phân loại của Bộ Pháp Thuật: XX) là một sinh vật hiền lành, nhút nhát, chỉ ra khỏi hang vào những đêm trăng tròn. Chúng có lớp lông màu xám nhạt mềm mại, bốn chân mảnh khảnh và bàn chân rất lớn. Đôi mắt to, hơi lồi, nằm trên đỉnh đầu.
Khi Mooncalf đứng dưới ánh trăng, chúng sẽ đứng trên hai chân sau và nhảy múa - những động tác đẹp mắt nhưng cũng cực kỳ khó hiểu.
Phân của Mooncalf, nếu được thu thập trước khi mặt trời mọc, dùng để bón những loài cây pháp thuật sẽ khiến chúng mọc rất nhanh và tươi tốt.

## Murtlap
Murtlap (Phân loại của Bộ Pháp Thuật: XXX) là một sinh vật sống dưới nước, sống ven biển ở Anh, với ngoại hình y hệt một con chuột với một đám vòi mọc trên lưng trông giống loài hải quỳ. Con mồi ưa thích của chúng là những loài động vật giáp xác. Đám vòi mọc trên lưng Murtlap có thể ăn được sau khi đã ngâm dấm - món ăn này giúp con người cải thiện sức chống bùa phép. Nhưng nếu ăn quá nhiều vòi Murtlap ngâm, ta có thể bị mọc một đống lông màu tím ở tai. Tinh chất Murtlap (Murtlap Essence) là một phương thuốc cực hữu hiệu để làm dịu những vết cắt và trầy xước tại nhà. Đám vòi Murtlap là nguyên liệu chính để chế ra thứ thuốc này

## Người hóa thú
Người hóa thú hay Animagus là những phù thủy có khả năng biến thành thú vật. Mỗi phù thủy chỉ có thể hóa thành một con thú duy nhất, và họ cũng không thể lựa chọn con thú mình sẽ biến thành. Loài vật họ sẽ biến thành được quyết định vào lần đầu biến hình thành công, và không thể được thay đổi. Tuy nhiên loài vật phù thủy Animagus biến thành luôn phù hợp với đặc trưng tính cách của họ, và thường cũng là loài thú họ gọi ra trong phép gọi Thần Hộ mệnh. Người hóa thú phải đăng ký với Bộ Pháp Thuật để nhận dạng bằng những đặc điểm của con vật mà họ biến thành. Tuy nhiên, cũng có một số phù thủy trốn đăng ký như Rita Skeeter, Sirius Black, James Potter, Peter Pettigrew.

## Người khổng lồ
Người khổng lồ là người rất to lớn và có sức khỏe vô địch. Người khổng lồ đã bị thế giới phù thủy trục xuất. Người khổng lồ rất dã man, hung dữ và rất căm ghét phù thủy. Người khổng lồ thường sống trong các hang động trên núi cao. Tuy ghét phù thủy nhưng họ lại thích các phép màu, họ chỉ ghét khi dùng phép thuật chống lại họ. Người khổng lồ sống theo bộ tộc, mỗi bộ tộc lại có một tù trưởng riêng gọi bằng biệt danh:Ọe. Người khổng lồ rất hay đánh nhau để tranh giành quyền lực hoặc không có lý do, chỉ để thỏa mãn tính cách của mình.Trong Harry Potter, có Hagrid là khổng lồ máu lai, hiệu trưởng trường nữ sinh Beauxbatons là bà Olympe Maxime, phần 5 có người khổng lồ Grawp (em của Hagrid).

## Nhân mã

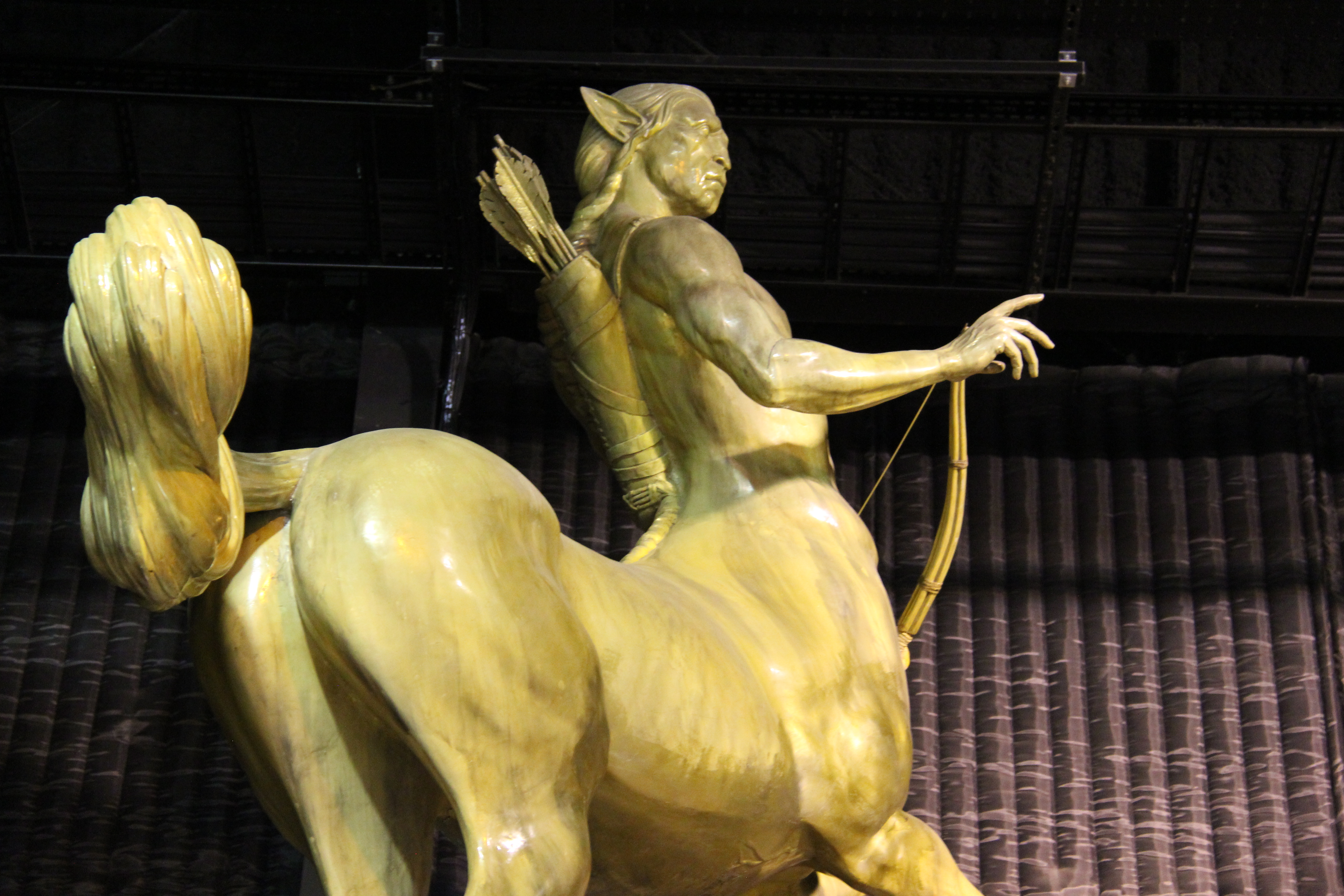

Nhân mã trong thế giới của Harry Potter là những sinh vật hoang dã được cho là có trí thông minh hơn con người. Dù có khả năng nhận thức, nhưng họ không cần công nhận và tránh xa mọi vấn đề liên quan đến con người. Bất cứ nhân mã nào kết giao với con người, ví dụ như Firenze đã đồng ý dạy môn Chiêm tinh học ở trường Hogwarts, sẽ bị các nhân mã khác tấn công và bị bầy đàn xua đuổi. Nhân mã rất giỏi chữa trị vết thương và chiêm tinh, họ dành phần lớn thời gian theo dõi các vì sao để dự báo tương lai. Nhân mã sống trong các cánh rừng và sống theo từng bầy. Họ không làm việc cho ai và không cần sử dụng bất cứ công nghệ nào cao hơn cung tên và mũi tên. Loài nhân mã rất kiêu hãnh và vô cùng khắt khe trong vấn đề lãnh thổ, vì vậy để giao tiếp với họ nhất thiết phải có tài ngoại giao giỏi. Nếu không coi trọng nhân mã thì rất có thể sẽ phải trả giá đắt, như mụ Dolores Umbridge đã học được một bài học. Trong tập Harry Potter và Bảo bối Tử thần, bầy nhân mã sống trong Khu rừng Cấm sau khi bị Hagrid mắng mỏ đã hợp sức cùng với Hội Phượng hoàng chiến đấu.
Các nhân mã:
- Firenze
- Bane
- Magorian
- Ronan

## Niffler
Niffler (Phân Loại của Bộ Pháp Thuật: XXX) là một sinh vật rất đặc biệt đến từ nước Anh. Chúng là những thợ săn kho báu chính hiệu, rất khoái những món đồ lấp lánh, đặc biệt là vàng bạc. Vì thế, nó còn được gọi là Con Đào Mỏ
Niffler thuộc vào loài sinh vật gặm nhấm, có cái mõm dài và lớp áo lông đen huyền mượt mà. Chúng sống trong những hang sâu khoảng 20 feet dưới lòng đất, và sinh khoảng 6-8 con một lứa. Mỗi con có một chiếc túi trên bụng như loài kangaroo, có thể chứa được rất rất rất nhiều thứ bên trong
Bản tính của loài Niffler luôn rất hiền lành, thậm chí còn cực yêu quý và quấn quít với chủ của mình. Tuy nhiên, chúng sẵn sàng phá phách đồ đạc một cách điên cuồng để tìm kiếm những món đồ lấp lánh mà mình thích
Cái tên Niffler có lẽ được bắt nguồn từ một từ địa phương, "Niffle", có nghĩa là "chôm chỉa". Những yêu tinh của Ngân hàng phù thủy Gringotts nuôi Niffler để đào hang giữ kho báu.
Người sói (Werewolf), (Phân Loại của Bộ Pháp Thuật: XXXXX) là những sinh vật giống người, nhưng sẽ hóa sói vào đêm trăng tròn. Người sói có khả năng biến một người thành người sói bằng cách cắn người đó. Khi hóa sói, người sói không thể kiểm soát chính mình. Tuy nhiên có thuốc giúp cho người sói kiểm soát chính mình và trở nên vô hại. Thầy Remus Lupin là một người sói.
Nundu (Phân Loại của Bộ Pháp Thuật: XXXXX) là một sinh vật khổng lồ đến từ vùng Đông Phi, có bề ngoài khá giống loài báo đốm. Mặc dù thân hình to lớn nhưng chúng có thể di chuyển cực kỳ nhẹ nhàng. Hơi thở của Nundu là cực độc. Loài này đặc biệt rất khó thuần hóa, và chưa bao giờ bị đánh bại bởi ít hơn cả trăm pháp sư cùng dốc toàn lực. So với những con rồng trong giải đấu Tam Pháp Thuật - chỉ cần khoảng 10 người đã có thể khuất phục được - thì sức mạnh của loài sinh vật quý hiếm này thực sự rất đáng kinh ngạc.

## Occamy
Occamy (Phân loại của Bộ Pháp Thuật: XXXX) là một loài sinh vật hai chân, có cánh, bao phủ trong lớp lông vũ với cơ thể của loài rắn. Một con Occamy trưởng thành có thể đạt chiều dài mười lăm feet (khoảng 4,6 m). Loài Occamy thường xuất hiện ở vùng Viễn Đông và Ấn Độ, nhưng giáo sư Silvanus Kettleburn dạy môn Chăm Sóc Sinh Vật Huyền Bí trong thời gian giảng dạy đã mang hẳn một con Occamy về Hogwarts. Loài Occamy thường ăn chuột và các loài chim, và nếu nổi hứng, chúng có thể cạp cả những con khỉ. Occamy trở nên cực kỳ hiếu chiến với tất cả những kẻ tiếp cận chúng, đặc biệt là khi chúng đang bảo vệ những quả trứng của mình: những quả trứng với vỏ được làm từ thứ bạc tinh khiết và mềm mại nhất. 
Cái tên "occamy" được bắt nguồn từ tên cúng cơm của nhà triết gia người Anh Occam, người đã phát minh ra nguyên tắc bất ngờ nhỏ nhất (Occam's Razor). Nguyên tắc này khẳng định: khi có hai lời giải thích cho cùng một tình huống, ta nên nghiêng về tình huống ít trường hợp giả định nhất (hoặc nói cách khác, không nên coi một lời giải thích là có lý khi nó có quá nhiều trường hợp giả định không cần thiết).

## Ông Kẹ
Ông Kẹ (Boggart) là sinh vật có khả năng biến đổi hình dạng, nó sẽ biến thành thứ mà nạn nhân của nó sợ nhất. Ông Kẹ thường trốn ở những nơi tối tăm và đóng kín. Bởi vì nó thường xuyên thay đổi hình dạng nên có rất ít người biết hình dáng thực sự của nó là như thế nào. Một trong số đó là Moody Mắt Điên; trong Harry Potter và Hội Phượng Hoàng, thầy Moody với con mắt phép thuật đã khẳng định rằng có một ông Kệ trú trong ngăn bàn của phòng vẽ. Trong tập Harry Potter và tên tù nhân ngục Azkaban, thầy Remus Lupin đã dạy các học trò trong lớp Phòng chống Nghệ thuật Hắc ám cách đối phó với ông Kẹ. Cách thông thường nhất để trị một ông Kẹ là chỉ đũa phép vào nó và hô "Riddikulus" (kì cà kì cục) trong khi nghĩ về điều gì đó thật buồn cười; phép thuật này có thể sử dụng để tiêu diệt một ông Kẹ đã suy yếu.
Ông Kẹ của các nhân vật:
- Harry Potter — Một tên Giám ngục.
- Ron Weasley — một con nhện khổng lồ.
- Hermione Granger — Giáo sư McGonagall nói với cô rằng cô đã "trượt tất cả các môn"; nói cách khác là Hermione sợ thi trượt.
- Neville Longbottom — Giáo sư Snape.
- Remus Lupin — Trăng tròn. Thầy sợ sẽ biến thành người sói.
- Molly Weasley — Thi hài của những người bà yêu thương
- Parvati Patil — Một xác ướp đầy máu. Trong phim thì đó là một con rắn khổng lồ.
- Seamus Finnigan — Nữ thần báo tử.
- Dean Thomas — Một bàn tay biết đi.
- Lord Voldemort — Xác chết của chính mình; thể hiện nỗi sợ hãi cái chết của hắn.[3]
- Albus Dumbledore — Bóng ma của cô em gái đã mất Ariana.[4]
- Leta Lestrange — Người em trai. Cô nghĩ rằng cô đã vô tình giết chết em trai của mình, từ đó tạo cho cô nỗi sợ hãi của chính bản thân[5].
- Newt Scamander — Bàn làm việc. Ông sợ hãi việc phải ngồi tại bàn làm việc trong văn phòng.[6]

Tác giả J. K. Rowling đã nói rằng Ông Kẹ của bà cũng sẽ giống như của Bà Weasley: những người bà yêu thương chết hoặc chính bà bị chôn sống.

## Quỷ

### Quỷ Khổng lồ
Quỷ khổng lồ là con vật có kích thước lớn, xuất hiện duy nhất ở tập 1. Dù to lớn nhưng thực chất nó rất ngu ngốc. Quirell (vốn có tài hạ quỷ) đã thả nó ra trong dịp Halloween để đánh lạc hướng. Harry và Ron đã phối hợp hạ con quỷ này để cứu Hermione. Đồng thời từ vụ đó mà bộ ba Harry, Ron, Hermione đã trở thành bạn thân của nhau.
Con quỷ ngắn ngủn và mập ù như những gốc cây, chân lởm chởm gai, tay dài, có mùi khó chịu.

### Peeves
Peeves là một con quỷ nhỏ ở Hogwarts. Nó luôn đi dọc hành lang để trêu học sinh đặc biệt là học sinh năm thứ nhất. Peeves không sợ bất kì ai ngoại trừ "Ngài Hiệu trưởng" - giáo sư Dumbledore, khá kiêng nể Giáo sư McGonagall và sợ nhất Nam Tước Đẫm Máu - con ma nhà Slytherin.

## Phượng hoàng
Phượng hoàng (Phân loại của Bộ Pháp Thuật: XXXX. Newt Scamander đã giới thiệu trong Sinh vật huyền bí và nơi tìm ra chúng: "Loài Phượng hoàng được phân loại XXXX không phải vì chúng hung dữ và hiếu chiến, nhưng chính vì có rất rất ít pháp sư có thể thuần hóa chúng) là một loài chim đến từ Ấn Độ, Ai Cập và Trung Hoa, có họ với loài Thunderbird.

### Ngoại hình:
Loài Phượng hoàng có kích thước lớn như loài thiên nga và bộ lông rực rỡ màu đỏ và vàng. Chúng có chiếc mỏ và những móng vuốt màu vàng kim lấp lánh, đôi mắt đen và chiếc đuôi dài và đẹp của loài công. Bộ lông vũ đỏ rực của chúng có thể phát sáng lờ mờ trong bóng tối, còn những chiếc lông đuôi ánh vàng thường tỏa ra sức nóng khiến người khác không thể chạm vào được (Trong một số trường hợp - như khi Harry bám vào đuôi của phượng hoàng Fawkes để thoát ra khỏi Phòng chứa Bí mật, hay khi cụ Dumbledore bám vào đuôi của Fawkes rồi biến mất trước mắt những quan chức của Bộ Pháp Thuật - chiếc đuôi của Phượng hoàng không hề tỏa nhiệt nữa. Vậy có thể nói loài Phượng hoàng biết điều chỉnh sức nóng từ chiếc đuôi của mình). Phượng hoàng là đại diện cho yếu tố hỏa, nhưng trong một số trường hợp cũng là đại diện cho cái chết, hoặc yếu tố phong).
Có hai con Phượng hoàng được biết là đã được thuần hóa, là Fawkes của cụ Albus Dumbledore, và Sparky - linh vật cho đội Quidditch Moutohora Macaws của New Zealand. Một khi loài Phượng hoàng đã được thuần hóa, chúng sẽ trở nên vô cùng trung thành với chủ của mình - kể cả khi chủ của chúng qua đời, Phượng hoàng cũng sẽ bay đi và tự sinh sống chứ không đi tìm người chủ mới.

### Bản tính và năng lực pháp thuật:
1. Bản tính: Loài Phượng hoàng chỉ ăn thực vật, rất hiền lành, thường làm tổ trên những đỉnh núi cao. Chúng là những sinh vật cực kỳ trung thành, luôn tìm đến và trợ giúp người mà chúng yêu mến và kính trọng khi họ gặp nguy hiểm.
2. Năng lực pháp thuật: 
- Năng lực trời phú của loài Phượng hoàng là có thể tự hồi sinh. Theo định kỳ, vào ngày Hỏa thiêu (Burning Day) của mình (thường là khi cơ thể của chúng đã lão hóa), chúng sẽ bùng lên thành một quả cầu lửa, biến thành đống tro tàn, rồi từ trong đống tro lại xuất hiện một chú chim non, nhăn nheo và bé tí xíu. Chính khả năng này giúp cho Phượng hoàng có tuổi thọ rất cao - kể cả khi chúng có bị đánh trúng Lời nguyền Giết chóc (Avada Kedavra) cũng có thể tự hồi sinh theo cách trên. Theo quy luật sinh tử rằng không ai có thể sống dậy sau khi đã chết, loài Phượng hoàng sau khi "tái sinh" lần thứ nhất chỉ là xuất hiện trong hình dạng sống thôi. Tuy nhiên, việc loài này chết-thực-sự như thế nào vẫn gây tranh cãi.
- Loài Phượng hoàng có thể biến mất và xuất hiện theo ý muốn, mang theo cả người đang chạm vào mình, sau khi bùng lên một quả cầu lửa. Khả năng này cũng tương tự như Độn thổ (Apparition), và giống với loài gia tinh (House-Elf), chúng không bị giới hạn Độn thổ như các pháp sư. Chúng cũng có thể để lại lời nhắn bằng cách biến mất sau khi bùng lên một quả cầu lửa, để lại một chiếc lông đuôi vàng kim của mình.
- Loài Phượng hoàng còn có năng lực pháp thuật trong nước mắt và tiếng hót của mình. Nước mắt của chúng có khả năng chữa lành vết thương rất hiệu nghiệm. Ví dụ, nước mắt phượng hoàng là thuốc giải duy nhất được biết tới cho nọc độc Basilisk (Tử xà) - chính bản thân loài Phượng hoàng cũng miễn nhiễm với cái nhìn của Basilisk, thứ mà thông thường sẽ giết chết bất cứ sinh vật nào nhìn thẳng vào mắt nó hoặc hóa đá những ai gián tiếp nhìn thấy đôi mắt Basilisk (như là nhìn thấy thoáng qua hay nhìn thấy hình ảnh phản chiếu trong gương). Nước mắt của Phượng hoàng cũng có thể dựng dậy một người đang cận kề bề vực của cái chết. Còn tiếng hót của phượng hoàng có thể vựng dậy tinh thần, củng cố lòng can đảm của người tốt, và đưa nỗi sợ vào trong tim những kẻ xấu.
- Phượng hoàng cũng có thể nâng những trọng lượng rất lớn bằng đuôi của mình, chẳng hạn như có thể dễ dàng bay lên trong khi có tận 4 người bám trên đuôi.
- Lông của Phượng hoàng có năng lực pháp thuật rất mạnh, có thể sử dụng làm lõi đũa phép. Vì Phượng hoàng rất khó thuần hóa và là một trong những sinh vật tách biệt nhất thế giới, những chiếc đũa phép chứa lông đuôi phượng hoàng cực kỳ khó tính trong việc chọn chủ nhân. Những cây đũa phép này thường tự hành động theo ý mình, vì vậy chúng là loại lõi đũa phép chủ động nhất. Lông Phượng hoàng vài lúc cũng được sử dụng làm bút lông.

### Fawkes

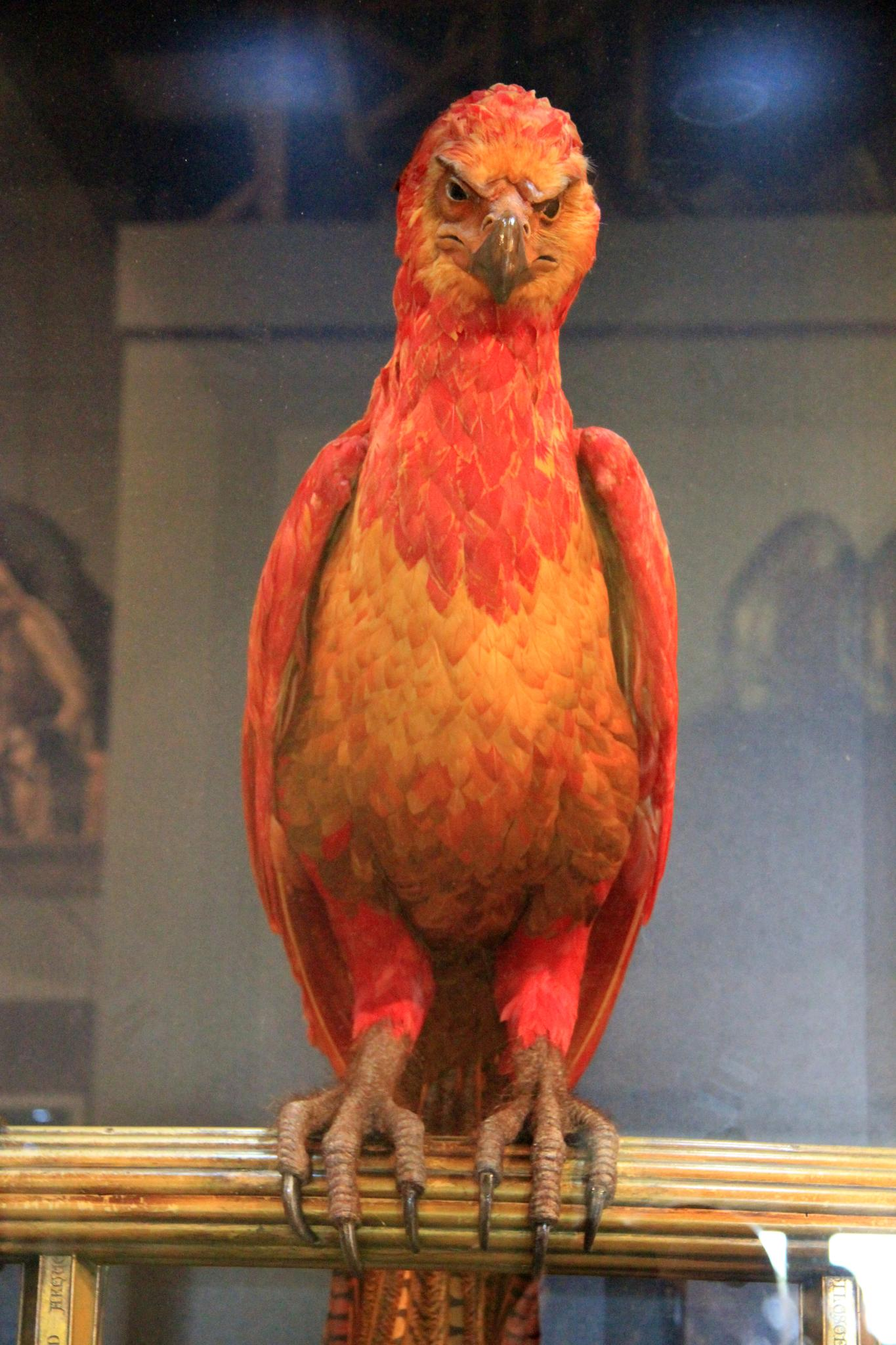
Fawkes

Fawkes là một con phượng hoàng (Phoenix) hư cấu trong bộ truyện Harry Potter, lần đầu tiên xuất hiện ở tập Harry Potter và phòng chứa bí mật, có nhiều khả năng pháp thuật kì lạ và tiếng hót rất hay.
Fawkes là con vật nuôi của hiệu trưởng Albus Dumbledore. Chú phượng hoàng này đã tặng lông mình cho cả hai cây đũa phép của Harry Potter và chúa tể hắc ám Voldemort. Trong truyện, Fawkes có bộ lông vàng tía tuyệt đẹp, còn trong phim, nó có bộ lông màu đỏ. Fawkes trút bỏ thân xác mình thành cát bụi để tái sinh khi nào nó muốn, cũng chính từ đống cát bụi đó. Nó còn có khả năng mang những vật nặng đường dài và nước mắt có thể chữa lành vết thương.
Trong Harry Potter và phòng chứa bí mật, Fawkes đã trút bỏ thân xác để tái sinh. Con vật này đã mổ mắt của Tử xà và mang chiếc nón phân loại có chứa thanh gươm của Godric Gryffindor để giúp Harry tiêu diệt Tử xà trong hầm chứa bí mật. Fawkes đã chữa lành vết thương của Harry do Tử xà gây ra bằng răng nanh. Sau đó, Fawkes đã mang nhóm người của Harry an toàn ra khỏi nơi đáng sợ ấy.
Trong Harry Potter và Hoàng tử lai, sau khi cụ Dumbledore chết, Fawkes đã cất một bài hót trong đám tang cụ, cuối cùng nó rời khỏi Hogwarts sau cái chết của người chủ nhân và từ đó không bao giờ trở lại nữa.

## Rắn

### Ashwinder (Hỏa xà)
Ashwinder (Hỏa Xà) - Phân Loại của Bộ Pháp Thuật: XXX, là loài sinh vật kì bí có tri giác, sinh ra từ tàn dư của các phép thuật tạo ra lửa. Vốn được tạo ra từ phép thuật nên sinh vật này cũng rất nhạy cảm với những phép thuật liên quan đến lửa. Các phù thủy cao tay có thể nuôi dưỡng loại sinh vật này bằng cách ấp trứng của chúng. Loài Ashwinder thường nhỏ con và có màu xám tro, với đôi mắt đỏ rực rỡ. Loài này chỉ sống trong vòng một giờ và sẽ tan thành bụi khi đã đẻ trứng. Trứng của Ashwinder có màu đỏ lấp lánh và tỏa ra nhiệt độ rất cao. Một khi đã được hóa đông, trứng Ashwinder trở nên rất hữu ích trong việc pha chế Tình Dược và Phúc Lạc Dược, hoặc có thể ăn trực tiếp để chữa bệnh sốt rét.
Cái tên Ashwinder được ghép bởi từ "ash", có nghĩa là "tro" trong tiếng Anh, giống với màu da của loài này và cũng liên quan mật thiết tới lửa; và từ "winder" chỉ dấu vết khi bò ngang qua của một số loài rắn như rắn đuôi chuông (một loài rắn hoạt động vào ban đêm sống tại các sa mạc ở Bắc Mĩ; khi di chuyển, chúng uốn mình thành những hình chữ S in trên cát).

### Nagini
Nagini là con rắn của chúa tể hắc ám Voldermort, có kích thước rất lớn so với những con rắn bình thường. Voldermort luôn luôn giữ nó rất kĩ bên mình vì nó là trường sinh linh giá của hắn. Điều thú vị đó là theo truyện ở tập 4 Đuôi Trùn đã vắt sữa của nó để nuôi dưỡng Voldemort

### Tử xà Basilisk

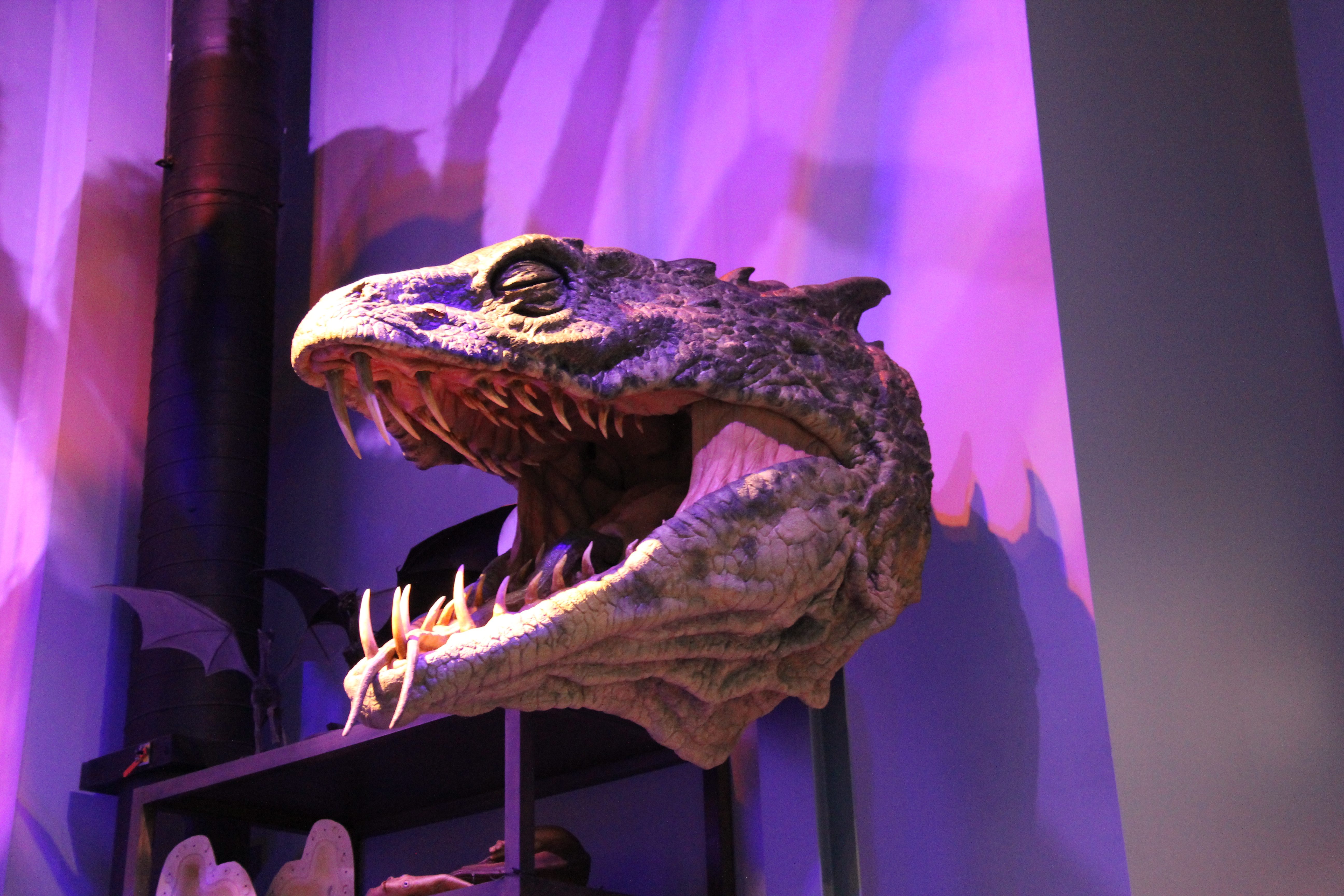

Tử xà Basilisk (Phân Loại của Bộ Pháp Thuật: XXXXX) là một loài rắn khổng lồ, có thể sinh sống ở khắp nơi trên thế giới. Chúng có phần thân màu xanh lá cây rực rỡ có thể dài lên đến năm mươi feet (khoảng 15,24 m). Da của Basilisk được bọc thép cứng như da rồng, và nhờ vậy có thể đánh bật lại mọi câu thần chú ếm lên chúng (khi lớn lên, chúng cũng lột da như những loài rắn khác). Con đực có một chiếc mào đỏ trên đầu. Răng của chúng có một loại nọc cực độc (mà chỉ có thể được chữa lành bởi nước mắt của phượng hoàng) nhưng phương tiện nguy hiểm nhất trong các cuộc tấn công của Basilisk là cái nhìn từ đôi mắt màu vàng to lớn. Bất cứ ai nhìn thẳng vào mắt chúng sẽ chết ngay lập tức (nhưng nếu không nhìn trực tiếp mà chỉ nhìn thấy hình ảnh phản chiếu đôi mắt qua gương, qua ống kính máy ảnh... thì sẽ chỉ bị hóa đá). Tuy nhiên, loài này lại có một điểm yếu chết người: tiếng gáy của gà trống. Nếu có nguồn thức ăn dồi dào (Basilisk ăn tất cả những loài động vật có xương sống, chim và phần lớn các loài bò sát), con rắn có thể sống lâu một cách đáng kinh ngạc.
Việc tạo ra Basilisk là bất hợp pháp từ thời Trung Cổ, mặc dù thực tế ta có thể dễ dàng che giấu bằng cách di chuyển quả trứng gà mà con cóc đang ấp khi Sở Quy chế và Kiểm Soát Sinh Vật Huyền Bí đến kiểm tra. Con Basilisk đầu tiên được lai tạo bởi Herpo Bần Tiện, một pháp sư Hắc Ám người Hy Lạp và là một Xà Khẩu, là người đã phát hiện ra nở ra một con rắn khổng lồ sở hữu những sức mạnh phi thường cũng rất nguy hiểm. Tuy nhiên, đến khi Basilisk không thể kiểm soát được, ngoại trừ bởi các Xà Khẩu, chúng gây nguy hiểm cho cả phù thủy Hắc Ám lẫn những người khác.
Trong tiếng Hy Lạp Cổ, "basil(eus)" có nghĩa là "vua", với phần đuôi là "-iskos" hạ xuống một cấp độ bao quát hơn - cả cụm từ có ý nghĩa là "vương hầu" hoặc tương tự, có thể lấy lý do là có một chấm nhỏ màu trắng trên đầu Basilisk như chiếc vương miện.
Trong phần Harry Potter và Phòng chứa bí mật, Tử xà Basilisk sống trong Phòng chứa bí mật, là vật nuôi của Salazar Slytherin - một trong bốn nhà sáng lập trường đào tạo phù thủy Hogwarts. Salazar Slytherin do bất đồng ý kiến với ba nhà sáng lập còn lại nên đã có ý định sử dụng con Tử xà này để giết những phù thủy gốc Muggle. Basilik sống trong căn hầm bí mật, di chuyển dọc theo đường ống cống trong trường Hogwarts nhiều năm dài và chờ đợi truyền nhân của Slytherin quay trở lại để điều khiển nó tiêu diệt tất cả những phù thủy "máu bùn" trong trường. Tuy nhiên vì lý do ngẫu nhiên, nhiều người chỉ nhìn thấy một cách không trực tiếp vào mắt của nó, kết quả là họ chỉ bị hóa đá, chứ không phải bị chết.
Ở phần 2 của bộ truyện Harry Potter, Basilik đã bị con phượng hoàng lửa Fawkes mổ mù đôi mắt chết người và cuối cùng Harry Potter đã dùng thanh kiếm của Godric Gryffindor để tiêu diệt nó. Chiến răng nanh của Basilik được Harry Potter dùng để phá hủy quyển nhật ký của Tom Riddle, hay chính xác là Voldemort khi còn học tại Hogwarts.

## Rồng
Rồng (Phân Loại của Bộ Pháp Thuật: XXXXX). Về cơ bản thì con cái to lớn và hung hăng hơn so với con đực. Da, máu, tim, gan, và sừng là các bộ phận có khả năng phép thuật, nhưng trứng rồng lại được coi là Hàng hóa Cấm Trao đổi Buôn bán Loại A. Có mười loại rồng chính, mặc dù vào mùa giao phối, nhiều giống lai hiếm có đã ra đời.

### Antipodean Opaleye (Rồng Mắt Ngọc Châu Đại Dương)
Là một loài rồng đến từ New Zealand, mặc dù chúng có di chuyển đến Australia khi lãnh thổ bị thu hẹp trong vùng đất bản địa. Khác với những loài rồng khác, chúng thích sống trong các thung lũng hơn là trên núi. Kích thước của chúng thuộc loại trung bình (khoảng 2-3 tấn). Chúng có lớp vảy óng ánh như ngọc trai và lấp lánh nhiều màu, đôi mắt có con ngươi rất nhỏ, cũng chính là nguồn gốc về cái tên của chúng - Opaleye (Ngọc Mắt Mèo). Chúng có thể phun ra những tia lửa màu đỏ tươi rực rỡ - tuy nhiên xét theo đặc tính cơ bản của loài rồng thì giống này khá thụ động và hiếm khi giết chóc trừ khi chúng đang đói. Thức ăn ưa thích của chúng là cừu, nhưng cũng có tấn công những con mồi lớn hơn. Trứng của loài Rồng Mắt Mèo Vùng Đối Cực có màu xám nhạt và có thể bị các Muggle nhầm lẫn với hóa thạch.

### Chinese Fireball (Cầu Lửa Trung Hoa)
Còn được gọi là Lân Rồng, là một loài rồng phương Đông. Chúng có lớp vảy mịn màng màu đỏ ánh vàng, một hàng rìa gai vàng nhọn quanh khắp khuôn mặt với cái mũi tẹt hơi vểnh lên và đôi mắt lồi đặc biệt. Mỗi con nặng khoảng 2-4 tấn, con cái lớn hơn con đực. Trứng của Cầu Lửa Trung Hoa có màu đỏ thẫm cùng những vết lốm đốm màu vàng rực rỡ, và phần vỏ trứng với những sức mạnh ma thuật được giới pháp sư Trung Quốc hết sức ưa chuộng. Rồng Lửa Trung Hoa khá hiếu chiến nhưng lại ôn hòa hơn so với hầu hết các giống rồng khác - đôi khi chúng cũng đồng ý chia sẻ lãnh thổ của mình với hai con rồng khác. Rồng Lửa Trung Hoa ăn hầu hết các loài động vật có vú, lợn và cả con người.

### Common Welsh Green (Rồng Xanh Xứ Wales)
Rồng Xanh Xứ Wales rất dễ lẩn trốn trong màu xanh cỏ mặc dù nó làm tổ ở vùng núi cao, cũng chính khu vực riêng được tạo ra là để bảo vệ nó. Con mồi của Rồng Xanh Xứ Wales thường là cừu - chúng luôn chủ động tránh con người trừ khi bị khiêu khích. Rồng Xanh Xứ Wales có tiếng gầm rất dễ nhận biết (tiếng gầm của chúng cũng khá du dương). Chúng phun ra những tia lửa theo dòng, rất nhanh và mỏng. Trứng của Rồng Xanh Xứ Wales màu nâu đất, đốm màu xanh lá cây.

### Hebridean Black Britain (Rồng Đen Hebrides)
Rồng Đen Hebrides là một loài bản địa khác tại Anh, hung hăng hơn nhiều so với loài Rồng Xanh Xứ Wales. Mỗi con Rồng Đen Hebrides đều muốn có một lãnh thổ rộng hơn một trăm dặm vuông cho riêng mình. Chúng có lớp vảy khá lởm chởm, đôi mắt màu tím rực rỡ và một hàng chóp gai ngắn nhưng sắc như dao cạo dọc sống lưng. Đuôi của chúng hình mũi tên nhọn và có đôi cánh của loài dơi. Rồng Đen Hebrides ăn chủ yếu là hươu, chó và thậm chí là gia súc. Phù thủy tộc MacFusty - những người đã trú ngụ ở vùng Hebrides qua nhiều thế kỷ, có truyền thống thực hiện trách nhiệm quản lý loài Rồng Đen Hebrides này trên địa phận của họ.

### Norwegian Ridgeback (Rồng Lưng Xoáy Na Uy)
Rồng Lưng Xoáy Na Uy là loài rồng khá giống với loài Rồng Đuôi Gai Hungary, nhưng đuôi Rồng Lưng Xoáy Na Uy có những đường lằn đen nhánh nổi bật dọc sống lưng. Do đặc tính hung hăng khác thường của loài này, Rồng Lưng Xoáy Na Uy hiện nay là một trong những giống rồng hiếm thấy hơn cả. Chúng tấn công hầu hết những loại động vật có vú lớn sống trên cạn, và khác với những loài rồng khác, Rồng Lưng Xoáy Na Uy cũng ăn cả các sinh vật sống dưới nước.

### Peruvian Vipertooth (Rồng Nanh Độc Peru)
Rồng Nanh Độc Peru là loài rồng nhỏ nhất trong số tất cả các loài rồng đã được phát hiện và cũng chính là loài bay nhanh nhất. Chỉ dài khoảng mười lăm feet, loài Rồng Nanh Độc Peru có lớp vảy mịn bóng màu đồng với những đường lằn màu đen nhánh, đôi sừng ngắn và những chiếc răng nanh đặc biệt độc. Rồng Nanh Độc Peru ăn dê và bò, nhưng sự ưa thích đặc biệt về thịt người của chúng đã khiến cho Liên đoàn Pháp thuật Quốc tế buộc phải gửi các dũng sĩ diệt rồng đi vào cuối thế kỷ XIX để giảm số lượng Rồng Nanh Độc Peru đang tăng nhanh với tốc độ đáng báo động.

### Rumanian Longhorn (Rồng Sừng Dài Rumani)
Rồng Sừng Dài Rumani có lớp vảy màu xanh lá đậm và một chiếc sừng dài lấp lánh vàng mà chúng thường dùng để húc con mồi trước khi đem đi nướng. Bột nghiền từ sừng của chúng được coi là một nguyên liệu pha chế độc dược rất quý giá. Số lượng cá thể Rồng Sừng Dài Rumani đã tụt xuống quá thấp trong khoảng những năm gần đây - chủ yếu là do việc tiêu thụ sừng của chúng, được coi là Hàng hóa Cấm Trao đổi Buôn bán Loại B.

### Swedish Short-Snout (Rồng Mõm Cụt Thụy Điển)
Rồng Mõm Cụt Thụy Điển là một loài rồng có lớp da màu xanh nước biển ánh bạc thường dùng để sản xuất găng tay bảo vệ và lá chắn. Ngọn lửa phun ra từ lỗ mũi của chúng có một màu xanh rực rỡ và có thể biến gỗ và xương hóa tro chỉ trong vài giây.

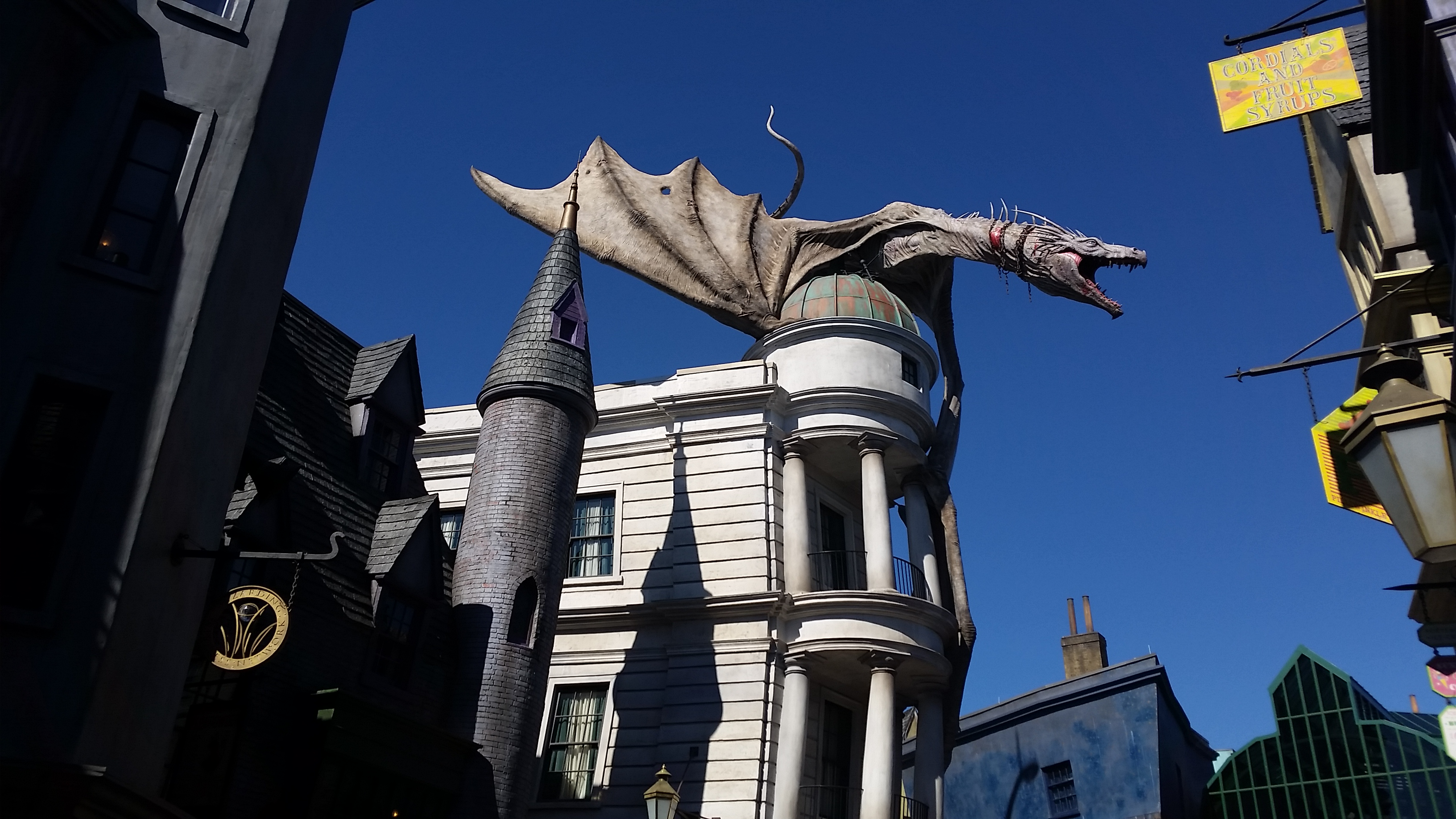

### Ukrainian Ironbelly (Rồng Bụng Sắt Ukraine)
Rồng Bụng Sắt Ukraine là loài lớn nhất trong họ rồng (cân nặng khoảng 6 tấn). Rồng Bụng Sắt Ukraine là một loài cực kỳ nguy hiểm, có thể nghiền nát tất cả mọi thứ nằm trong phạm vi hạ cánh. Vảy của chúng có màu xám kim loại, đôi mắt đỏ rực, với những móng vuốt đặc biệt dài, hung hăng và khát máu.

### Hungarian Horntail (Rồng Đuôi Gai Hungary)

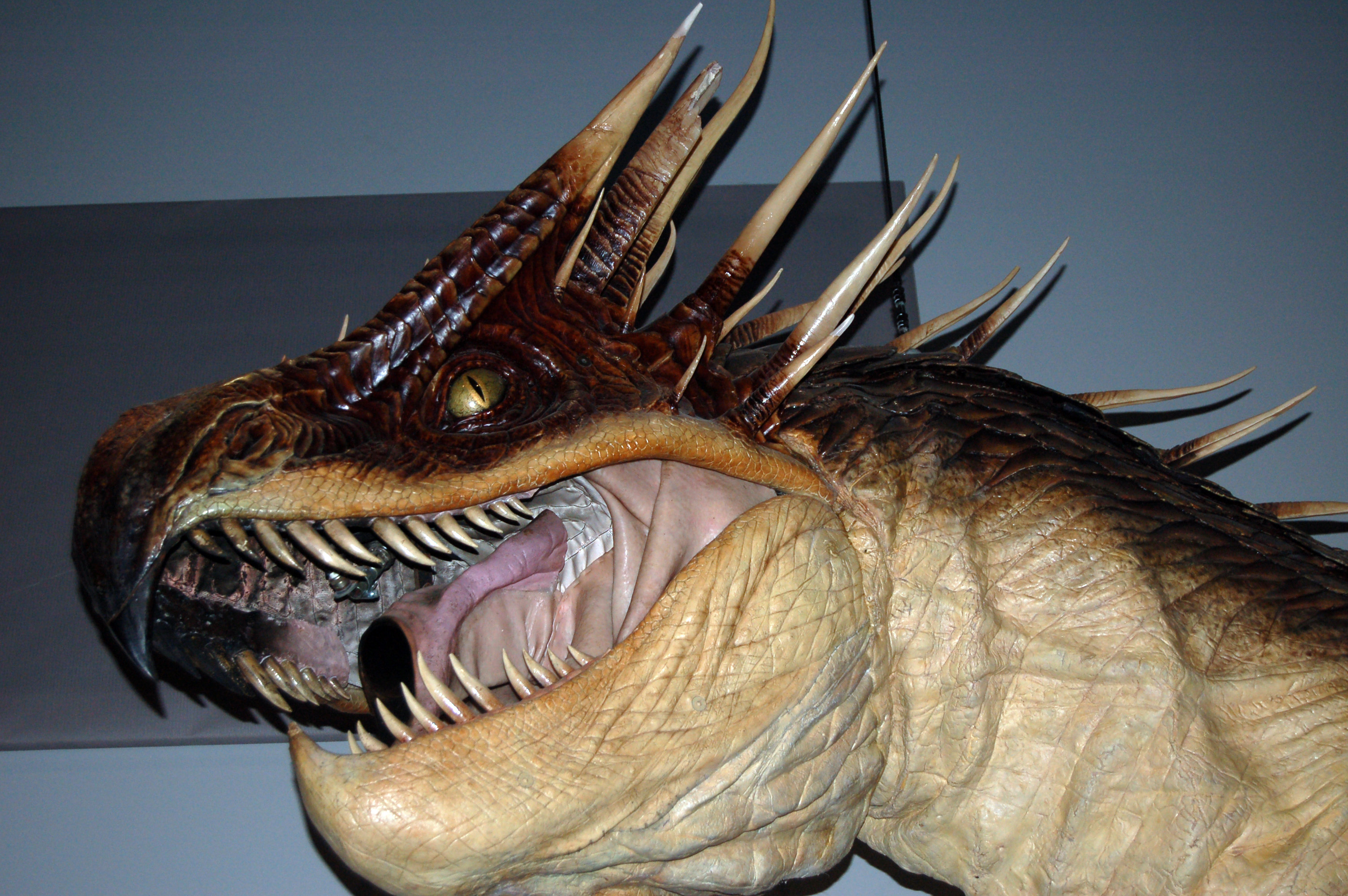

Rồng Đuôi Gai Hungary được coi là loài rồng nguy hiểm bậc nhất, với lớp vảy màu đen và hình dáng như một con thằn lằn. Chúng có đôi mắt màu vàng, đôi sừng màu đồng, và cái đuôi dài có phần gai nhọn nhô ra mang màu sắc tương tự. Rồng Đuôi Gai Hungary là một trong những loài có hơi lửa phun ra dài nhất (lên đến hơn 50 feet - 13 thước). Trứng của chúng có màu xi măng và rất khó tách vỏ; những con rồng non tự chui ra ngoài bằng cách dùng cái đuôi của mình, một bộ phận đã phát triển gai đầy đủ ngay từ khi mới sinh. Rồng Đuôi Gai Hungary ăn dê, cừu và cả con người bất cứ khi nào có thể.
Chúng từng xuất hiện trong Harry Potter và Chiếc Cốc Lửa. Các pháp sư phải khống chế bằng Bùa Choáng.

## Thunderbird
Thunderbird (Phân loại của Bộ Pháp Thuật: XXXX) là một loài chim lớn, đến từ vùng Arizona khí hậu khô cằn tại Hoa Kỳ. Chúng có mối liên hệ chặt chẽ với loài phượng hoàng (Phượng hoàng). Một nhà trong Học viện Pháp thuật và Ma thuật Ilvermorny được đặt theo tên của loài sinh vật này. Chúng có thể tạo ra những cơn bão khi cất cánh bay và luôn cảm quan cực kỳ nhay bén với những nguy hiểm sắp đến gần.
Thunderbird được miêu tả là có cái đầu "giống với loài đại bàng", hoặc, trong thế giới pháp thuật, có thể nói là "giống với loài bằng mã". Chúng có những cánh chim đầy pháp lực. Thunderbird là một loài sinh vậy huyền thoại, xuất hiện rất nhiều trong thần thoại của những người dân bản địa vùng Bắc Mỹ. Loài này đặc biệt nổi bật trong nền văn hóa của các dân tộc bản địa vùng Tây Bắc Hoa Kỳ, và thường được nhắc đến trong nghệ thuật, âm nhạc và truyện cổ tích. Tuy nhiên, những phiên bản khác của Thunderbird cũng xuất hiện trong truyền thống của các dân tộc vùng Tây Nam Hoa Kỳ, Đông Duyên hải Hoa Kỳ, Ngũ Đại Hồ, và Đại Bình nguyên Bắc Mỹ. Những phiên bản này có những khác biệt về đặc điểm và tập tính của Thunderbird, nhưng hầu hết vẫn được miêu tả là một loài chim rất lớn, có thể tạo nên gió bão và sấm sét mỗi khi bay lên. 

## Tiên (Fairy)
Fairy (Phân loại của Bộ Pháp Thuật: XX) là một loài sinh vật nhỏ bé có vẻ ngoài giống con người với đôi cánh lớn của côn trùng (đôi cánh có thể trong suốt hoặc nhiều màu sắc). Chúng có trí thông minh khá thấp, và sống chủ yếu trong các khu rừng hoặc tại các khoảng rừng thưa. Chúng cũng có pháp thuật nhưng rất yếu, chỉ đủ để có thể trốn tránh được kẻ thù, giống như loài chim Augurey. Mặc dù có hình dáng giống con người nhưng các Fairy không biết nói, thay vào đó, để giao tiếp với đồng loại, chúng kêu lên những âm thanh ù ù the thé; nhưng chúng cũng có thể cười theo cách tương tự như loài Flitterby (một loài bướm đêm có đôi cánh màu da cam rực rỡ, khi bay, đôi cánh của chúng phát ra những tiếng vui vẻ ngân nga như đang cười).
Fairy có thể đẻ tới năm mươi trứng một lần, và chúng được giấu ở mặt dưới của lá. Trứng nở thành ấu trùng có màu sắc rực rỡ, và sau từ 6 đến 10 ngày, ấu trùng tự se mình thành một cái kén. Sau một tháng, chúng sẽ chui ra trong hình dạng phát triển đầy đủ. Cánh của Fairy được sử dụng làm một thành phần trong một số độc dược (ví dụ như Mỹ Dược khiến người uống vào có một vẻ đẹp hoàn mỹ).

### Doxy (còn được gọi là Biting Fairy - Tiên Cắn)
Doxy (Phân loại của Bộ Pháp Thuật: XXX). Chúng thích những khu vực có khí hậu lạnh lẽo, vì vậy thường xuất hiện ở vùng châu Âu và Bắc Mỹ. 
Loài Doxy có lớp lông đen dày phủ kín cơ thể, có 4 chân và 4 tay, một đôi cánh đen bóng của loài bọ cánh cứng và hàm răng sắc nhọn có nọc độc. Khi bị Doxy cắn, ta nên uống thuốc giải độc ngay lập tức. Chúng chôn trứng của mình dưới lòng đất - những con Doxy Chúa có thể đẻ đến 500 quả trứng một lúc. Trứng Doxy thường nở sau 2-3 tuần.
Doxy là những sinh vật có hại. Chúng bám trên rèm cửa, đợi khi có người rời đi sẽ bay ra và phá hoại đồ đạc. Để tiêu diệt chúng, ta có thể sử dụng Doxycine (Lý Lan dịch là thuốc trừ Tiên nhức nhối). Ngoài ra, Doxy cũng có thể bị tống khứ bằng một bùa Đánh bật Flipendo đơn giản. 

## Vong mã
Vong mã có hình dáng giống một con ngựa nhưng không có lông, chúng có cánh như cánh dơi, chúng vô hình với mọi người, chỉ có những ai đã từng chứng kiến cái chết mới có thể nhìn thấy chúng. trường Hogwarts dùng vong mã để kéo xe cho những học sinh năm 2 trở lên

## Nhân ngư (Người cá)
Nhân ngư xuất hiện trong tập 4 Harry potter và chiếc cốc lửa, là giám sát đích đến cũng là giám khảo kết quả bài thi số 2 trong cuộc thi Tam Pháp Thuật. Nhân ngư được miêu tả là sinh vật sống ở Hồ Đen, có thân mình dưới là cá Kình, thân trên có 2 tay và đầu tương tự con người, khuôn mặt tuy không giống nhưng tương tự như con người, vũ khí là Kích ba chĩa (đinh ba); nhân ngư là sinh vật khá hung dữ nhưng rất trọng chữ tín.

## Nhện khổng lồ Acromantula
Acromantula (Phân loại của Bộ Pháp Thuật: XXXXX) là một loài nhện khổng lồ đến từ vùng Đông Nam Á, đặc biệt là đảo Borneo, nơi có nhiều rừng rậm nhiệt đới. Acromantula là một loài vật có cảm xúc, trí thông minh và khả năng nói như con người, tuy nhiên đây là một loài không thể thuần hóa và cực kỳ nguy hiểm đối với cả pháp sư lẫn Muggle. 
Acromantula là một loài quái nhện có độc gồm có 8 mắt (màu đen, hoặc trắng đục nếu bị mù) và thường có một lớp lông đen dày bao phủ khắp cơ thể, với mỗi đốt chân có thể dài tới 15 feet (khoảng 4,6m). Chúng sở hữu một đôi nanh độc khổng lồ trước miệng dùng để ăn sống con mồi hoặc da chết của chính mình. Kìm của chúng phát ra âm thanh click click đặc biệt khi đang tức giận hay phấn khích. Một con Acromantula trưởng thành có thể lớn bằng một con ngựa thồ.
Những con Acromantula cái thường lớn hơn những con đực và có thể đẻ cả trăm trứng một lúc. Trứng của Acromatula mềm mại, có màu trắng và lớn như trái bóng chuyền. Trứng nở sau 6 đến 8 tuần ấp: đây là một trong những Hàng hóa Không thể Giao dịch loại A được quy định bởi Sở Quy chế và Kiểm soát Sinh vật Huyền bí, tức là sẽ có trừng phạt nặng cho việc nhập khẩu và bán chúng.
Trước đây, Acromantula được nuôi bởi phù thủy để giữ nhà hay bảo vệ kho báu bí mật, cho đến khi chúng xuất hiện trong Luật Cấm Nuôi Thực Nghiệm vào năm 1965 của Sở Quy chế và Kiểm soát Sinh vật Huyền bí (một luật do chính Magizoologist - nhà nghiên cứu sinh vật huyền bí - Newt Scamander soạn ra).
Cái tên Acromantula được ghép bởi từ ακρος (acros/acro) trong tiếng Hi Lạp, có nghĩa là "cao" hay "đỉnh", và từ "-mantula" được bắt nguồn từ từ tiếng Anh "tarantula", nghĩa là "nhện Góa Phụ". Đúng như tên gọi của mình, Acromantula là loài nhện khổng có thói quen giăng những mạng nhện lớn hình vòm trên ngọn cây cao. Tám con mắt của loài Acromantula được sử dụng làm ký hiệu trong Cổ Ngữ Runes.
Trong truyện, chúng sống thành bầy đàn trong khu Rừng Cấm, có kích thước lớn hơn rất nhiều so với con người. Con đầu đàn từng là vật cưng của Hargid khi ông là học sinh năm 3 của học viện, bị Tom Riddle đổ oan thay cho việc lần đầu tiên Tử Xà Basilisk được thả ra gây nên cái chết của một nữ học sinh, sau đó trốn vào Rừng Cấm sinh sôi nảy nở, số lượng hiện tại không đếm được. Bầy nhện này vẫn luôn coi Hargid là "người thân duy nhất". Máu của nó dùng để chế nhiều loại độc dược mạnh, được giáo sư Slug tận dụng khi con đầu đàn già nhất qua đời ở tập 6.

## Khác

### Vật nuôi của gia đình Weasley
Thành viên của gia đình Weasley có rất nhiều vật nuôi trong suốt bộ truyện và phim. Bao gồm các con cú: Pigwidgeon (do Sirius tặng Ron làm vật nuôi thay thế cho Scabbers), Errol, và Hermes, Arnold - một bông thoa lùn (tiếng Anh: pygmy puff) của Ginny mua ở cửa hàng Phù Thủy Quỉ Quái của Weasley, một con ghoul (ma xó) sống trên tầng áp mái và một Scabbers (tử thần thực tử Peter Pettigrew ở dạng thú hóa là một con chuột cống) - vật cưng của Ron được Percy nhường lại khi được ông Arthur Weasley mua tặng nhân dịp anh được phong chức Huynh trưởng vào niên học thứ 5 cùng rất nhiều con vật khác như ma lùm, ma bụi... ở vườn tại Trang trại Hang Sóc.
Tuy nhiên, gia đình Weasley chưa bao giờ sở hữu một con gia tinh mặc dù Weasley là một dòng họ phù thủy thuần chủng như bao dòng họ khác. Lý do có thể bởi gia đình Weasley là một gia đình nghèo, và Weasley không mang tư tưởng đề cao dòng máu pháp thuật thuần chủng như Malfoy (sở hữu Dobby) hay Black (sở hữu Kreacher)...

### Trong "Fantasic Beast"
- Niffler
- Bowtruckle
- Thunderbird
- Swooping Evil
- Erumpent
- Demiguise
- Occami
- Graphorn
- Billywigs
- Mooncalf
- Kelpie
- Thestral
- Matagot
- Zou-wu
- Augurey
- Firedrake
- Kappa
- Leucrota